# Tân nhạc Việt Nam
Tân nhạc, nhạc tân thời, nhạc cải cách hay nhạc nhẹ là tên gọi thông dụng của dòng nhạc xuất hiện tại Việt Nam vào khoảng năm 1928. Tân nhạc là một phần của âm nhạc Việt Nam. Đây là một thể nhạc lấy nhạc ngữ Tây phương làm nền tảng (thang âm thất cung, hòa âm phối khí bằng nhạc khí Tây phương). Các sáng tác có thể chia làm thanh nhạc và khí nhạc, theo phong cách thính phòng, dân gian và nhạc nhẹ, hoặc cũng có thể chia theo các giai đoạn lịch sử với những đặc điểm khác nhau.
Cách phân chia phổ biến là theo giai đoạn lịch sử. Phân chia có tính đại chúng nhất là theo giai đoạn lịch sử. Lịch sử tân nhạc Việt Nam có thể chia thành năm giai đoạn.

## Giai đoạn tượng hình
Sau Chiến tranh thế giới thứ nhất, ở Việt Nam xuất hiện một giai cấp mới, đó là giai cấp tư sản. Chủ nghĩa tư bản của người Pháp cùng với nền văn hóa phương Tây du nhập vào Việt Nam gây nên xáo trộn lớn trong xã hội. Nhiều giá trị tư tưởng bền vững mấy ngàn năm trước đó lại bị giới trẻ có Tây học xem thường, thậm chí trở thành đối tượng để mỉa mai của nhiều người. Một tầng lớp tiểu tư sản ở thành thị hình thành. Giai cấp tư sản và một bộ phận tiểu tư sản lớp trên (trí thức, viên chức cao cấp) đã có lối sinh hoạt thành thị mới với nhiều tiện nghi theo văn minh Tây phương. Họ ở nhà lầu, đi ô tô, dùng quạt điện, đi nghe hòa nhạc. Sinh hoạt của tư sản và tiểu tư sản thành thị cũng thể hiện ngay cả trong cách ăn mặc của thanh niên, mốt quần áo thay đổi mỗi năm. Những đổi thay về sinh hoạt cũng đồng thời với sự thay đổi về ý nghĩ và cảm xúc. Những thay đổi đó cũng do sự tiếp xúc với văn hóa lãng mạn Pháp.
Bối cảnh ra đời của tân nhạc là Việt Nam những năm đầu thế kỷ XX. Đây là giai đoạn có nhiều thay đổi trong nghệ thuật văn học Việt Nam nói chung. Tân nhạc xuất hiện sau Phong trào Thơ mới và dòng văn học lãng mạn vài năm. Giống như những nhà văn lãng mạn, thi sĩ của phong trào thơ mới chịu ảnh hưởng bởi văn học lãng mạn Pháp, các nhạc sĩ tiền chiến chịu ảnh hưởng bởi âm nhạc phương Tây.
Giai đoạn trước 1937 được xem là giai đoạn chuẩn bị của Tân nhạc. Trong bài Lịch sử Tân nhạc Việt Nam, nhạc sĩ Trần Quang Hải gọi đây là "giai đoạn tượng hình". Còn Phạm Duy cho rằng, những năm đầu thập niên 1930 là "thời kỳ đi tìm nhạc ngữ mới".
Âm nhạc phương Tây được giới thiệu vào Việt Nam bởi Giáo hội Công giáo. Đầu tiên chính là những bài thánh ca trong các thánh đường. Các chủng sinh Việt Nam cũng được dạy về âm nhạc trong phụng vụ và á phụng vụ. Nhiều nhạc sĩ kỳ cựu của nền tân nhạc Việt Nam (nhạc tiền chiến, nhạc vàng, nhạc đỏ), dù có đạo hay không, từng được học nhạc trong các trường dòng. Chẳng hạn như nhạc sĩ Văn Cao bắt đầu học âm nhạc là ở trường Trung học Saint-Joseph của các sư huynh La San tại Hải Phòng. Những nhạc sĩ Công giáo tên tuổi có thể kể đến Hải Linh, Hùng Lân, Nguyễn Ánh 9 v.v. Dòng nhạc cách mạng cũng có những nhạc sĩ Công giáo nổi tiếng như Nguyễn Xuân Khoát, Đinh Ngọc Liên, Lương Ngọc Trác, Đỗ Minh. Bên cạnh đó lại có những nhạc sĩ sau này cải sang Công giáo, nổi bật là Văn Phụng, Vũ Thành An, Tô Hải, và Nguyễn Văn Tý. Theo nhạc sĩ Văn Cao, giới trí thức và văn nghệ sĩ thế hệ ông "đã được đào tạo, nhờ đức tin và âm nhạc Kitô giáo."
Tiếp đó người dân được làm quen với "nhạc nhà binh" qua các đội kèn đồng. Tầng lớp giàu có ở thành thị được tiếp xúc với nhạc khiêu vũ, nhạc cổ điển phương Tây. Sang đầu thế kỷ XX, các bài hát châu Âu, Mỹ được phổ biến mạnh mẽ ở Việt Nam với các đĩa hát 78 vòng rồi qua những bộ phim nói. Những thanh niên yêu âm nhạc thời kỳ đó bắt đầu chơi mandoline, ghita và cả vĩ cầm, dương cầm.

Nhạc sĩ Doãn Mẫn

Thời kỳ này, một số nhạc sĩ cải lương bắt đầu soạn các nhạc phẩm, thường được gọi là "bài Tây theo điệu ta". Người tiêu biểu cho số đó là nghệ sĩ cải lương Tư Chơi, tức Huỳnh Thủ Trung. Ông đã viết các bài Tiếng nhạn trong sương, Hòa duyên và soạn lời Việt cho một vài ca khúc châu Âu thịnh hành khi đó để sử dụng trong các vở sân khấu như: Marinella trong vở Phũ phàng, Pouet Pouet trong Tiếng nói trái tim, Tango mystérieux trong Đóa hoa rừng, La Madelon trong Giọt lệ chung tình... Nghệ sĩ Bảy Nhiêu cũng có một nhạc phẩm là Hoài tình rất được ưu chuộng.
Không chỉ các nghệ sĩ, trong giới thanh niên yêu nhạc cũng có phong trào chuyển ngữ các bài hát của Tino Rossi, Rina Ketty, Albert Préjean, Georges Milton... mà họ yêu thích. Những nghệ sĩ sân khấu như Ái Liên, Kim Thoa đã được các hãng đĩa của người Pháp như Odéon, Béka mới thu âm các bài ta theo điệu tây. Khoảng thời gian từ 1935 tới 1938, rất nhiều các bài hát của Pháp như Marinella, C'est à Capri, Tant qu'il y aura des étoiles, Un jour loin de toi, Celle que j'aime éperdument, Les gars de la marine, L'Oncle de Pékin, Guitare d'amour, Créola, Signorina, Sous les ponts de Paris, Le plus beau tango du monde, Colombella... mà phần lớn là sáng tác của nhạc sĩ người Pháp Vincent Scotto và của Mỹ như Goodbye Hawaii, South of The Border... đã được phổ biến mạnh mẽ với lời ca tiếng Việt, soạn bởi một nhà báo trẻ tên là Mai Lâm và bởi những tác giả vô danh khác. Ca sĩ Tino Rossi đặc biệt được giới trẻ yêu thích, đã có những hội Ái Tino được thành lập ở Hà Nội, Hải Phòng.
Từ giữa thập niên 1930, nhiều nhóm thanh niên yêu âm nhạc ở Hà Nội đã tập trung cùng sáng tác. Văn Chung, Lê Yên, Doãn Mẫn, ba thành viên của nhóm Tricéa đã viết nhiều ca khúc như Bẽ bàng (1935), Nghệ sĩ hành khúc (1936) của Lê Yên; Tiếng sáo chăn trâu (1935), Bên hồ liễu (1936), Bóng ai qua thềm (1937) của Văn Chung. Tại Huế, Nguyễn Văn Thương viết bản Trên sông Hương năm 1936. Lê Thương ở Hải Phòng cũng có Xuân năm xưa năm 1936.
Giai đoạn từ 1935 tới 1938 được nhạc sĩ Phạm Duy gọi là "thời kỳ chuẩn bị của Tân nhạc Việt Nam".

## Giai đoạn 1938–1945

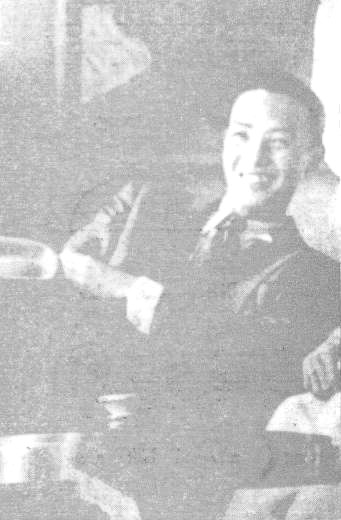
Đặng Thế Phong, chỉ với ba ca khúc về mùa thu, nhưng sự thành công của chúng đã khiến ông luôn được coi như một trong những nhạc sĩ xuất sắc nhất trong giai đoạn sơ khai của nền tân nhạc Việt Nam.

Năm 1938 được coi là điểm mốc đánh dấu sự hình thành của Tân nhạc Việt Nam với những buổi biểu diễn và thuyết trình của nhạc sĩ Nguyễn Văn Tuyên tại Hà Nội.
Nhạc sĩ Nguyễn Văn Tuyên khi đó ở Sài Gòn, là người Việt duy nhất tham gia hội Hiếu nhạc (Philharmonique). Ông bắt đầu hát nhạc Tây và đoạt được cảm tình của báo chí và radio. Năm 1937, ông phổ một bài thơ của người bạn và viết thành ca khúc đầu tiên của mình. Nhà thơ Nguyễn Văn Cổn, khi đó làm việc cho đài Radio Indochine, có đưa thơ cho Nguyễn Văn Tuyên và giúp ông soạn lời ca. Nguyễn Văn Cổn còn giới thiệu ông với Thống đốc Nam Kỳ. Viên Thống đốc Nam Kỳ lúc bấy giờ là Pagès nghe ông hát và mời ông du lịch sang Pháp để tiếp tục học nhạc nhưng Nguyễn Văn Tuyên từ chối vì lý do gia đình. Ngược lại ông lại đề nghị và được thống đốc Pagès tài trợ cho đi một vòng Việt Nam ra Huế, Hà Nội, Hải Phòng, Nam Định để quảng bá những bài nhạc mới này. Chính Nguyễn Văn Cổn là người đặt tên cho loại nhạc mới là "âm nhạc cải cách" (musique renovée).
Tới Hà Nội vào tháng 3 năm 1938, Nguyễn Văn Tuyên nói chuyện tại Hội Trí Tri. Nhưng trong cuộc vận động cải cách, ông đã gặp một cử tọa đông đảo, ồn ào không trật tự. Một phần thất bại buổi đó do giọng nói địa phương của ông được ít người hiểu. Hơn nữa, có thể nhiều thanh niên Hà Nội lúc đó như đã cho việc hô hào của ông là thừa, vì bài hát cải cách đã có sẵn ở đây.
Tại hội Trí Tri Hải Phòng, Nguyễn Văn Tuyên đã may mắn hơn. Tuy số khán giả chỉ độ 20 người, nhưng Nguyễn Văn Tuyên đã có người thông cảm. Trong buổi nói chuyện này, một vài nhạc sĩ của Hải Phòng cũng trình một bản nhạc mới của miền Bắc. Sau đó nhân kỳ hội của trường Nữ học Hoài Đức, Nguyễn Văn Tuyên còn trình bày tại rạp chiếu bóng Palace một lần nữa. Lần này cử tọa rất tán thưởng giọng hát của ông trong bài "Bông cúc vàng".
Tiếp đó tờ Ngày nay số 121 ra ngày 31 tháng 7 năm 1938 của Nhất Linh, một tờ báo uy tín khi ấy, cho đăng những bản nhạc đầu tiên "Bình minh" của Nguyễn Xuân Khoát lời ca của Thế Lữ, số 122 ra ngày 7 tháng 8 năm 1938 đăng bài "Một kiếp hoa" của Nguyễn Văn Tuyên, rồi Bản đàn xuân của Lê Thương, "Khúc yêu đương" của Thẩm Oánh, "Đám mây hàng", "Cám dỗ" của Phạm Đăng Hinh, "Đường trường" của Trần Quang Ngọc,...
Nhiều ca khúc sáng tác từ trước được các nhạc sĩ phát hành. Từ đầu 1939, các bản nhạc của được bán tại các hiệu sách. Tân nhạc Việt Nam chính thức hình thành.

### Nhạc tiền chiến

Nhạc sĩ Văn Cao, tác giả quốc ca Việt Nam, là nhạc sĩ tiêu biểu của dòng nhạc tiền chiến

Sau thành công của nhạc sĩ Nguyễn Văn Tuyên và được sự ủng hộ của báo chí, nhiều nhóm nhạc được thành lập và các nhạc sĩ phổ biến rộng rãi những tác phẩm của mình. Và ngay từ thời kỳ này, nhiều nhạc sĩ tài năng đã ghi dấu ấn với các nhạc phẩm trữ tình lãng mạn. Một số thuật ngữ được dùng để chỉ nền tân nhạc Việt Nam giai đoạn này, phổ biến nhất là "nhạc tiền chiến". Dòng nhạc tiến chiến còn kéo dài tới năm 1954 và cả sau 1954 ở miền Nam.
Những bài hát cải cách nhanh chóng được giới trẻ sinh viên, trí thức ái mộ đón nhận, tuy vậy nó cũng gây nên nhiều ý kiến khác nhau. Các trí thức phong kiến thì chỉ trích còn giới dân nghèo thì thờ ơ. Với phong cách trữ tình lãng mạn, các ca khúc tiền chiến có lời ca mang tính văn học cao. Ngoài các ca khúc về tình yêu, chủ đề lịch sử, yêu nước là những đề tài chính của nhạc tiền chiến.

### Các nhóm nhạc
Vì nhà cầm quyền Pháp không cho mở lại trường dạy nhạc Conservatoire français d'Extrême-orient, nên trước sự phát triển của phong trào âm nhạc cải cách, có hai tổ chức đào tạo nhạc sĩ ra đời. Đó là Hội Khuyến Nhạc với người đứng đầu là Nguyễn Văn Giệp và Nhạc Đường Học Xá của Lưu Quang Duyệt.
Mặt khác, có những thanh niên tự học nhạc phương Tây rồi tập trung để cũng thảo luận về âm nhạc, với những sinh hoạt văn nghệ có tình chất "salon". Trong số này có hai nhóm nổi danh nhất là Tricéa và nhóm Myosotis.
Nhóm Tricéa được thành lập từ rất sớm với ba thành viên Lê Yên, Văn Chung và Doãn Mẫn. Họ đã có những sáng tác từ trước khi Nguyễn Văn Tuyên ra Hà Nội quảng bá nhạc cải cách. Nhóm đã để lại nhiều ca khúc giá trị như Văn Chung với Bóng ai qua thềm, Lê Yên với Bẽ bàng, Ngựa phi đường xa, Xuân nghệ sĩ hành khúc và thành công hơn cả là Doãn Mẫn với Biệt ly, Hương cố nhân.
Nhóm Myosotis với hai thành viên chính là Dương Thiệu Tước và Thẩm Oánh. Myosotis có chủ trương sáng tác rõ rệt: Thẩm Oánh với nhạc theo âm hưởng dân tộc và Dương Thiệu Tước với những sáng tác theo ngữ nhạc Tây Phương. Giai đoạn này Myosotis rất nhiều nhưng về sau ít được nhắc tới. Tồn tại một thời gian, Myosotis không còn là một nhóm thuần nhất. Các thành viên chia tay, tiếp tục đi theo con đường sáng tác riêng. Dương Thiệu Tước tiếp tục với những ca khúc lãng mạn và ghi dấu ấn trong lịch sử tân nhạc với Ngọc lan, Đêm tàn bến Ngự, Tiếng xưa.
Ở Hải Phòng, năm 1939, nhạc sĩ Hoàng Quý thành lập nhóm Đồng Vọng. Đồng Vọng quy tụ nhiều nhạc sĩ tài năng như Phạm Ngữ, Đỗ Nhuận, Lưu Hữu Phước, Văn Cao, Canh Thân, Tô Vũ mở ra dòng nhạc hùng với Bên sông Bạch Đằng, Nước non Lam Sơn, Tiếng chim gọi đàn, Bóng cờ lau, Nắng tươi, Chiều quê của Hoàng Quý, Về đồng quê của Văn Cao, Ngày xưa của Tô Vũ. Riêng Hoàng Quý còn một ca khúc trữ tình rất nổi tiếng là Cô láng giềng.
Một nhóm khác cũng chủ trương nhạc hùng là Nhóm Tổng hội Sinh viên của Lưu Hữu Phước khởi đầu trong nhóm sinh viên ở Hà Nội trong đó sinh viên miền Nam tỏ ra nhiều khả năng văn nghệ. So với Đồng Vọng, nhạc của Tổng hội Sinh viên mang tính chính trị nhiều hơn. Nhóm chủ trương dùng tân nhạc trong việc đấu tranh chính trị chống Pháp và Nhật. Lưu Hữu Phước đã viết nhiều ca khúc Tiếng gọi sinh viên, Hồn tử sĩ, Bạch Đằng giang, Ải Chi Lăng, Hội nghị Diên Hồng, Hờn sông Gianh... và về sau trở thành một trong những nhạc sĩ tiêu biểu của dòng nhạc đỏ.

### Các nhạc sĩ độc lập
Ngoài các nhóm nhạc, ở miền Bắc khi đó còn nhiều nhạc sĩ độc lập hoặc trong những nhóm nhạc rồi tách ra và ghi dấu ấn riêng.
Nhạc sĩ Lê Thương là một trong những người có sáng tác sớm nhất. Khi đó ông dạy học ở Hải Phòng và có tham gia cùng Hoàng Quý, Phạm Ngữ, Canh Thân. Thời kỳ này, Lê Thương đã để lại dấu ấn với các truyện ca như Bản đàn xuân, Nàng Hà Tiên, Một ngày xanh, Thu trên đảo Kinh Châu và đặc biệt bộ ba ca khúc Hòn vọng phu, được xem như một nhạc phẩm bất hủ của tân nhạc. Về sau Lê Thương di cư vào miền Nam, tiếp tục sáng tác các ca khúc thể loại khác như thiếu nhi, hài hước. Bài Thằng Cuội của ông trở thành một ca khúc thiếu nhi rất quen thuộc.
Ở miền Bắc, ngoài Hà Nội và Hải Phòng, Nam Định cũng là nơi có nhiều nhạc sĩ sáng tác tân nhạc như Hoàng Trọng, Bùi Công Kỳ. Tiêu biểu nhất cho các nhạc sĩ Nam Định là Đặng Thế Phong. Sớm rời Nam Đinh, Đặng Thế Phong lên Hà Nội và học dự thính tại trường Cao đẳng Mỹ thuật Đông Dương. Sau đó, đầu năm 1941 ông vào miền Nam rồi sang Nam Vang mở một lớp dạy nhạc rồi lại quay về Hà Nội và mất ở Nam Định vào năm 1942 khi 24 tuổi. Đặng Thế Phong chỉ sáng tác ba nhạc phẩm và cả ba đều nổi tiếng: Đêm thu, Con thuyền không bến, Giọt mưa thu. Đặc biệt với hai nhạc phẩm bất hủ Con thuyền không bến và Giọt mưa thu, Đặng Thế Phong được xem như một trong những nhạc sĩ tiền chiến tiêu biểu nhất.
Nhạc sĩ Văn Cao ở Hải Phòng và cũng từng tham gia nhóm Đồng Vọng. Từ năm 16 tuổi, Văn Cao đã có ca khúc đầu tay là Buồn tàn thu rất được ưu chuộng. Năm 1941, theo lời khuyên của Phạm Duy, Văn Cao lên Hà Nội. Thời kỳ này, ông đã viết nhưng ca khúc vượt thời gian như Thu cô liêu, Suối mơ, Bến xuân và đặc biệt Trương Chi và Thiên Thai. Tham gia Việt Minh, cuối năm 1944, Văn Cao viết Tiến quân ca, ca khúc trở thành bài hát chính thức của Mặt trận Việt Minh rồi quốc ca của Việt Nam Dân chủ Cộng hòa và quốc ca của Việt Nam hiện nay. Đến năm 1947, ông viết Trường ca Sông Lô ca ngợi chiến thắng sông Lô. Trương Chi, Thiên Thai và Trường ca Sông Lô của Văn Cao được công nhận nằm trong số những ca khúc hay nhất của Tân nhạc Việt Nam.
Một nhạc sĩ nổi tiếng khác ở Hà Nội là Đoàn Chuẩn. Là một người say mê Hạ Uy cầm, Đoàn Chuẩn viết nhạc và để lại hơn 10 ca khúc, hầu hết đều nói về mùa thu, trong đó nhiều bài giá trị như Đường về Việt Bắc, Lá đổ muôn chiều, Gửi người em gái... Nhạc phẩm Vĩnh biệt của ông cũng được sáng tác trong thời gian đó, nhưng đến cuối thập niên 1990 mới công bố và được ca sĩ Ánh Tuyết thể hiện.
Nhiều ca khác của các nhạc sĩ khác cũng ghi dấu ấn cho giai đoạn tiền chiến như Ngày về, Mơ hoa của Hoàng Giác, Giáo đường im bóng của Nguyễn Thiện Tơ, Em đến thăm anh một chiều mưa của Tô Vũ, Nỗi lòng của Nguyễn Văn Khánh, Trách người đi của Đan Trường, Đêm đông của Nguyễn Văn Thương, Ai về sông Tương của Văn Giảng, Trầu cau của Phan Huỳnh Điểu, Xuân và tuổi trẻ của La Hối, Dạ khúc của Nguyễn Mỹ Ca, Nhớ quê hương của Phạm Ngữ, Tình quê hương của Việt Lang, Màu thời gian của Nguyễn Xuân Khoát...
Vào thời kỳ đầu tiên, Phạm Duy với vai trò ca sĩ trong gánh hát Đức Huy là một trong những người góp phần phổ biến tân nhạc. Ông là người đầu tiên hát nhạc cải cách trên đài Radio Indochine ở Sài Gòn vào năm 1944, mỗi tuần trình bày 2 lần. Phạm Duy có ca khúc đầu tay Cô hái mơ năm 1942 phổ từ thơ Nguyễn Bính. Sau đó, với rất nhiều các ca khúc, ông là một trong những nhạc sĩ Việt Nam có sức sáng tác mạnh mẽ nhất và thuộc nhiều thể loại.
Những giọng ca khác của tân nhạc thời kỳ đầu có thể kể tới Thương Huyền, tài tử Ngọc Bảo...

## Giai đoạn 1945–1954
Từ năm 1945, tân nhạc Việt Nam bắt đầu có sự phân tách. Đa số các nhạc sĩ rời bỏ thủ đô và những thành phố lớn để tham gia kháng chiến. Nhưng một số vẫn ở lại trong vùng kiểm soát của Pháp hoặc có những nhạc sĩ theo kháng chiến rồi lại quay trở lại thành phố.

Nhạc sĩ Lưu Hữu Phước

Với đề tài kháng chiến, ở miền Bắc, Phạm Duy có Xuất quân, Chiến sĩ vô danh, Bên ni bên tê, Đường Lạng Sơn, Việt Bắc, Bông Lau rừng xanh pha máu, Thanh niên Việt Nam, Nhạc tuổi xanh, Đường về quê, Bà mẹ Gio Linh, Bao giờ anh lấy được đồn Tây..., Nhớ người ra đi, Tiếng hát trên sông Lô, Đỗ Nhuận viết Du kích sông Thao, Áo mùa đông, Nhớ chiến khu, Hoàng Vân có Hò kéo pháo, Văn Chung viết Quê tôi giải phóng, Lê Yên viết Bộ đội về làng, Nguyễn Xuân Khoát viết Tiếng chuông nhà thờ, Nguyễn Đình Phúc viết Bình ca, Chiến sĩ Sông Lô, Nguyễn Đình Thi viết Người Hà Nội, Nguyễn Đức Toàn có Quê em miền trung du... Ở miền Trung có Bình Trị Thiên khói lửa của Nguyễn Văn Thương, Lời người ra đi của Trần Hoàn, Đoàn vệ quốc quân, Có một đàn chim của Phan Huỳnh Điểu, Du kích Ba Tơ của Dương Minh Viên... Còn ở miền Nam, một lớp nhạc sĩ trẻ hơn như Hoàng Việt với Lên ngàn, Nhạc rừng, Nguyễn Hữu Trí với Tiểu đoàn 307, Trần Kiết Tường với Anh Ba Hưng, Con kênh xanh xanh của Ngô Huỳnh, Tình đồng chí của Minh Quốc. Một đề tài sáng tác mới nữa của các nhạc sĩ là ca ngợi Hồ Chí Minh và Đảng Lao động Việt Nam. Lưu Hữu Phước đã viết Chào mừng Đảng lao Động Việt Nam, Lưu Bách Thụ viết Biết ơn Cụ Hồ. Tham gia kháng chiến, Văn Cao đã sửa lời Bến xuân thành Đàn chim Việt và viết Trường ca Sông Lô, Ca ngợi Hồ Chủ tịch. Năm 1949 Văn Cao viết Tiến về Hà Nội. Năm 1951 Đỗ Minh sáng tác Chào mừng Đảng Lao động Việt Nam.
Các ca khúc này đánh dấu sự ra đời thực sự của nhạc kháng chiến, hay "nhạc đỏ". Tuy vậy, ngay trong số những nhạc sĩ trên, nhiều người vẫn tiếp tục viết các ca khúc lãng mạn và được các chính quyền tại miền Nam Việt Nam xếp vào dòng nhạc tiền chiến như Bên cầu biên giới, Tiếng đàn tôi, Cây đàn bỏ quên của Phạm Duy, Sơn nữ ca của Trần Hoàn, Dư âm của Nguyễn Văn Tý, Nụ cười sơn cước của Tô Hải, Tình quê hương của Việt Lang, Tình nghệ sĩ, Thu quyến rũ  của Đoàn Chuẩn.
Ở các vùng đô thị thuộc kiểm soát của Pháp, những nhạc sĩ vẫn sáng tác nhạc lãng mạn như Văn Giảng với Ai về sông Tương, Lâm Tuyền với Tiếng thời gian, Văn Phụng với Mơ khúc tương phùng...Phạm Đình Chương có tác phẩm Ly rượu mừng, và Lê Thương viết Hòn vọng phu. Lê Thương khi vào miền Nam viết các bản nhạc hài hước, trào phúng Hòa bình 48, Liên Hợp Quốc. Ở Hà Nội, năm 1947 Nguyễn Đình Thi viết ca khúc Người Hà Nội.
Trong giai đoạn này, tại Pháp trong những năm 1949 tới 1951, hãng đĩa Oria đã thu một số đĩa nhựa 78 vòng tiếng hát của các ca sĩ Hải Minh, Bích Thuận, Hoàng Lan, Văn Lý những ca khúc Hội nghị Diên Hồng của Lưu Hữu Phước, Chiến sĩ vô danh của Phạm Duy, Tiếng thùy dương, Hòa bình 48 của Lê Thương, Trách người đi của Đan Trường...
Sau hội nghị Việt Bắc 1950, nền nghệ thuật kháng chiến có bước chuyển biến rõ rệt với vụ phê bình kịch thơ của Hoàng Cầm và ca khúc Bên cầu biên giới của Phạm Duy vì "không theo chủ trương và đường lối của cách mạng". Sau hội nghị này, nhiều nhạc sĩ phải thay đổi cách sáng tác, hoặc rời bỏ kháng chiến về thành, điển hình nhất là Phạm Duy - nhạc sĩ thành công nhất của kháng chiến lúc bấy giờ. Cùng với Phạm Duy hàng loạt những tên tuổi nổi bật như Ngọc Bích, Phạm Đình Chương, Hoàng Thi Thơ... cũng rời bỏ cách mạng để sau này về miền Nam tiếp tục hoạt động. Phạm Duy tiếp tục sáng tác các nhạc phẩm đậm chất dân ca Bắc Bộ và thành công hơn cả là Tình ca năm 1952.
Trong Chiến cuộc Đông – Xuân 1953–1954 và Chiến dịch Điện Biên Phủ, ra đời một loạt các ca khúc được phổ biến rộng rãi như Qua miền Tây Bắc của Nguyễn Thành, Chiến thắng Điện Biên của Đỗ Nhuận.

## Giai đoạn 1954–1975
Hiệp định Genève năm 1954 tạm chia Việt Nam thành hai vùng tập trung quân sự để chờ tổng tuyển cử toàn quốc năm 1956. Chính quyền Quốc gia Việt Nam và Việt Nam Cộng hòa từ chối thi hành tổng tuyển cử theo hiệp định, hành động này đã chia Việt Nam thành Việt Nam Dân chủ Cộng hòa ở miền Bắc và Việt Nam Cộng hòa ở miền Nam.
Tại miền Bắc, nhạc kháng chiến tiếp tục và cùng với nhạc dân ca, truyền thống, opera nhạc kịch và nhạc giao hưởng là những thể loại âm nhạc duy nhất được phát trên đài phát thanh Việt Nam từ năm 1954 đến năm 1975 ở miền Bắc. Các ca khúc nhạc đỏ để cổ vũ tinh thần chiến đấu của chiến sĩ, phục vụ chiến tranh, truyền đạt những chính sách của nhà nước, khuyến khích tình yêu lý tưởng cộng sản, cũng có cả những bài hát trữ tình, thể hiện tình yêu quê hương đất nước hoặc cổ vũ lao động, xây dựng.
Ở miền Nam, với sự tự do, đa dạng hơn trong sáng tác nghệ thuật, các nhạc sĩ đã viết các ca khúc thuộc nhiều thể loại. Dòng nhạc tiền chiến đậm chất thơ được Cung Tiến, Phạm Đình Chương tiếp tục. Trong khi một số tên tuổi lớn thuộc thế hệ trước như Phạm Duy, Phạm Đình Chương vẫn sáng tác đều đặn và mạnh mẽ, thì xuất hiện thêm lớp nhạc sĩ trẻ như Trịnh Công Sơn, Ngô Thụy Miên, Từ Công Phụng, Lê Uyên Phương, Vũ Thành An sáng tác các bản tình ca mới. Dòng "nhạc vàng" xuất hiện với các tên tuổi tiêu biểu Hoàng Thi Thơ, Trúc Phương, Lam Phương, Nhật Trường. Văn hóa Âu Mỹ tràn ngập miền Nam dẫn đến sự hình thành dòng nhạc trẻ. Bên cạnh đó là các phong trào Du ca và dòng nhạc phản chiến, hai dòng nhạc đối lập nhau về ý nghĩa, nhưng lại có thể cùng lúc có sự tham gia của những tên tuổi lớn như Phạm Duy, Trịnh Công Sơn.

### Miền Bắc

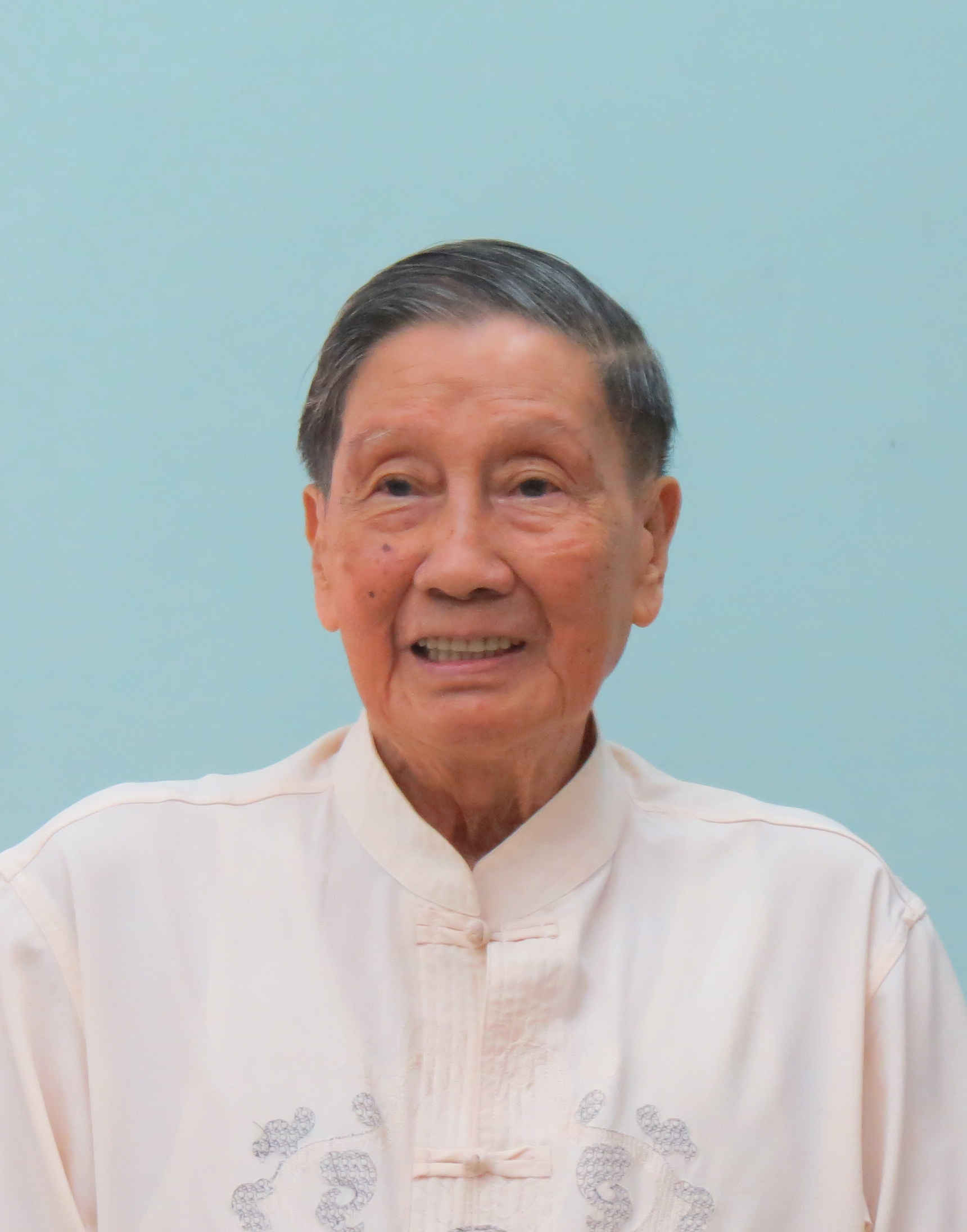
Nhạc sĩ Phạm Tuyên

Nhạc sĩ Hoàng Vân

Tại miền Bắc, Việt Nam Dân chủ Cộng hòa với sự lãnh đạo của Đảng Lao động Việt Nam, tân nhạc cũng như điện ảnh, có nhiệm vụ chính là cổ vũ chiến đấu. Dòng nhạc Cách mạng chiếm vị trí độc tôn, các nhạc sĩ lãng mạn như Văn Cao, Đoàn Chuẩn ít sáng tác. Song song với lớp nhạc sĩ đầu như Lưu Hữu Phước, Đỗ Nhuận, Lương Ngọc Trác, sau đó tới Doãn Nho, Tô Hải, Hồ Bắc, Huy Thục, Hoàng Việt đã xuất hiện một số nhạc sĩ trẻ hơn Trọng Bằng, Cao Việt Bách... Ca ca sĩ tiếp nối truyền thống cũ, hát bằng giọng đẹp Bel canto.
Việc một số nhạc sĩ được gửi đi học ở các nước xã hội chủ nghĩa như Liên Xô, Trung Quốc... và nhiều đoàn ca múa chuyên nghiệp của các quốc gia Liên Xô và Đông Âu tới Hà Nội trình diễn đã tạo nên sự ảnh hưởng tới tân nhạc Việt Nam. Những chủ đề sáng tác chính của các nhạc sĩ miền Bắc thời kỳ này là:
- Hồ Chí Minh

Ca ngợi hình ảnh lãnh tụ được thể hiện qua nhiều bài hát như Việt Bắc nhớ Bác Hồ của Phạm Tuyên, Hồ Chí Minh đẹp nhất tên Người của Trần Kiết Tường, Đôi dép Bác Hồ của Văn An, Nhớ ơn Hồ Chí Minh của Tô Vũ, Lời ca dâng Bác của Trọng Loan, Trồng cây lại nhớ đến Người của Đỗ Nhuận, Ca ngợi Hồ chủ tịch của Văn Cao, Tình Bác sáng đời ta của Lưu Hữu Phước, Kỷ niệm ở quê hương của Hoàng Vân...
- Phong cảnh và tâm hồn Việt Nam

Một số ca khúc như Quảng Bình quê ta ơi của Hoàng Vân, Vàm Cỏ Đông của Trương Quang Lục, Tây Nguyên bất khuất của Văn Ký, Bài ca Hà Nội của Vũ Thanh, Trường Sơn Đông, Trường Sơn Tây của Hoàng Hiệp, Một khúc tâm tình của người Hà Tĩnh của Nguyễn Văn Tý, Những cô gái đồng bằng sông Cửu Long của Huỳnh Thơ, Cô gái Sài Gòn đi tải đạn của Lư Nhất Vũ... Trong những năm 1960, một số bài hát trữ tình, điển hình là hai ca khúc của Hoàng Vân (Nhớ và Khúc tâm tình người thủy thủ) được đông đảo thanh niên truyền bá hát nhưng không được ủng hộ vì quá ủy mị trong thời chiến.
- Dân tộc thiểu số

Do hoàn cảnh chiến tranh, một số nhạc sĩ có những tiếp xúc với các dân tộc thiểu số và đã viết các ca khúc như Tiếng đàn ta lư (Huy Thục), Cô giáo Tày cầm đàn lên đỉnh núi (Văn Ký), Bản Mèo đổi mới (Trịnh Lai), Em là hoa Pơ Lang (Đức Minh), Bóng cây kơ nia (Phan Huỳnh Điểu), Cánh chim báo tin vui (Đàm Thanh)...
- Kháng chiến chống Mỹ, giải phóng miền Nam

Tân nhạc với nhiệm vụ cổ vũ chiến đấu, đây là đề tài chính của nhiều bài hát: Anh vẫn hành quân (Huy Du), Chào anh giải phóng quân chào mùa xuân đại thắng, Không cho chúng nó thoát, Bài ca giao thông vận tải, Hai chị em, Nổi trống lên rừng núi ơi, Bài ca người giáo viên nhân dân, Tình ca người thợ mỏ... (Hoàng Vân), Lời anh vọng mãi ngàn năm (Vũ Thanh), Bài ca năm tấn (Nguyễn Văn Tý), Lá thư hậu phương (Phạm Tuyên), Trai anh hùng, gái đảm đang (Đỗ Nhuận), Bài ca may áo (Xuân Hồng), Mỗi bước ta đi (Thuận Yến), Hành khúc giải phóng (Lưu Nguyễn Long Hưng, tức Lưu Hữu Phước), Giải phóng miền Nam (Huỳnh Minh Siêng, tức Lưu Hữu Phước)... trong đó bài Giải phóng miền Nam được dùng làm bài hát chính thức của Mặt trận Dân tộc Giải phóng miền Nam Việt Nam từ năm 1960 tới năm 1975.
- Anh hùng: Biết ơn chị Võ Thị Sáu, Nguyễn Viết Xuân cả nước yêu thương (Nguyễn Đức Toàn), Bế Văn Đàn sống mãi (Huy Du), Lời anh vọng mãi ngàn năm (Vũ Thanh), Bài ca anh Hồ Giáo (Nhật Lai), Người chiến sĩ ấy (Hoàng Vân)...

Những năm kháng chiến chống Mỹ, âm nhạc thiếu nhi đã có một đời sống phong phú, với các nhạc sĩ như: Phạm Tuyên, Hoàng Long, Hoàng Lân, Phong Nhã, Hàn Ngọc Bích, Văn Dung, Hoàng Vân, Huy Du,...
Thể loại âm nhạc
Ngoài các ca khúc phổ thông, nhiều thể loại khác cũng được các nhạc sĩ thể nghiệm. Ảnh hưởng bởi các màn hợp xướng do các đoàn văn nghệ Liên Xô và Đông Âu trình diễn ở Hà Nội, một số nhạc sĩ Việt Nam đã soạn các ca khúc cho nhiều bè như năm 1955 có Hò đẵn gỗ của Đỗ Nhuận, Sóng cửa Tùng của Doãn Nho, Chiến sĩ biên phòng của Huy Thục, năm 1956 và 1957 có Ta đã lớn, Hò kiến thiết của Nguyễn Xuân Khoát, Tiếng chim của Lưu Cầu, Tiếng hát người chiến sĩ biên thùy của Tô Hải năm 1958..., Hồ Bắc sáng tác Ca ngợi tổ quốc. Các tác phẩm khí nhạc viết về miền Nam như Huy Du có Miền Nam quê hương ta ơi (1959), Nguyễn Văn Thương với Trở về đất mẹ... Hoàng Vân là người cho ra đời nhiều hợp xướng: đại hợp xướng với dàn nhạc giao hưởng Hồi tưởng, các bản hợp xướng Việt nam muôn năm, Vượt núi..., các bản hợp xướng cho thiếu nhi Hát dưới cờ búa liềm...
Hoàng Vân cho ra đời bản giao hưởng thơ đầu tiên của Việt Nam, Thành đồng Tổ quốc vào năm 1960, Hoàng Việt bản giao hưởng Quê Hương, 4 chương, vào năm 1965.
Một số vở thanh xướng kịch cũng xuất hiện: Vượt sông Cái của Nguyễn Xuân Khoát viết năm 1955, Nguyễn Văn Trỗi của Đàm Linh theo lời thơ Chu Điền năm 1965. Một vài thể loại nữa là các ca kịch nhỏ (như Tục lụy của Lưu Hữu Phước), kịch hát nói (Căn nhà màu hồng ngọc, và Nỗi nhớ Mai Lan của Hoàng Vân). Vở nhạc kịch đầu tiên của Việt Nam Cô Sao được Đỗ Nhuận viết năm 1965. Nhạc của vở vũ kịch Chị Sứ được Hoàng Vân hoàn thành năm 1968.
Sự xuất hiện các bộ phim điện ảnh cách mạng cũng dẫn tới nhiều ca khúc cho phim được sáng tác. Tác giả nhạc phim đầu tiên là Nguyễn Đình Phúc với phim Chung một dòng sông và Lửa trung tuyến. Tiếp đó tới các nhạc sĩ khác như Trọng Bằng với Cù Chính Lan, Biển lửa, Hồng Đăng với Hà Nội mùa chim làm tổ, Hoàng Vân với Con chim vành khuyên, Khói trắng, Em bé Hà Nội, Vĩ tuyến 17 ngày và đêm, Mối tình đầu...

### Miền Nam

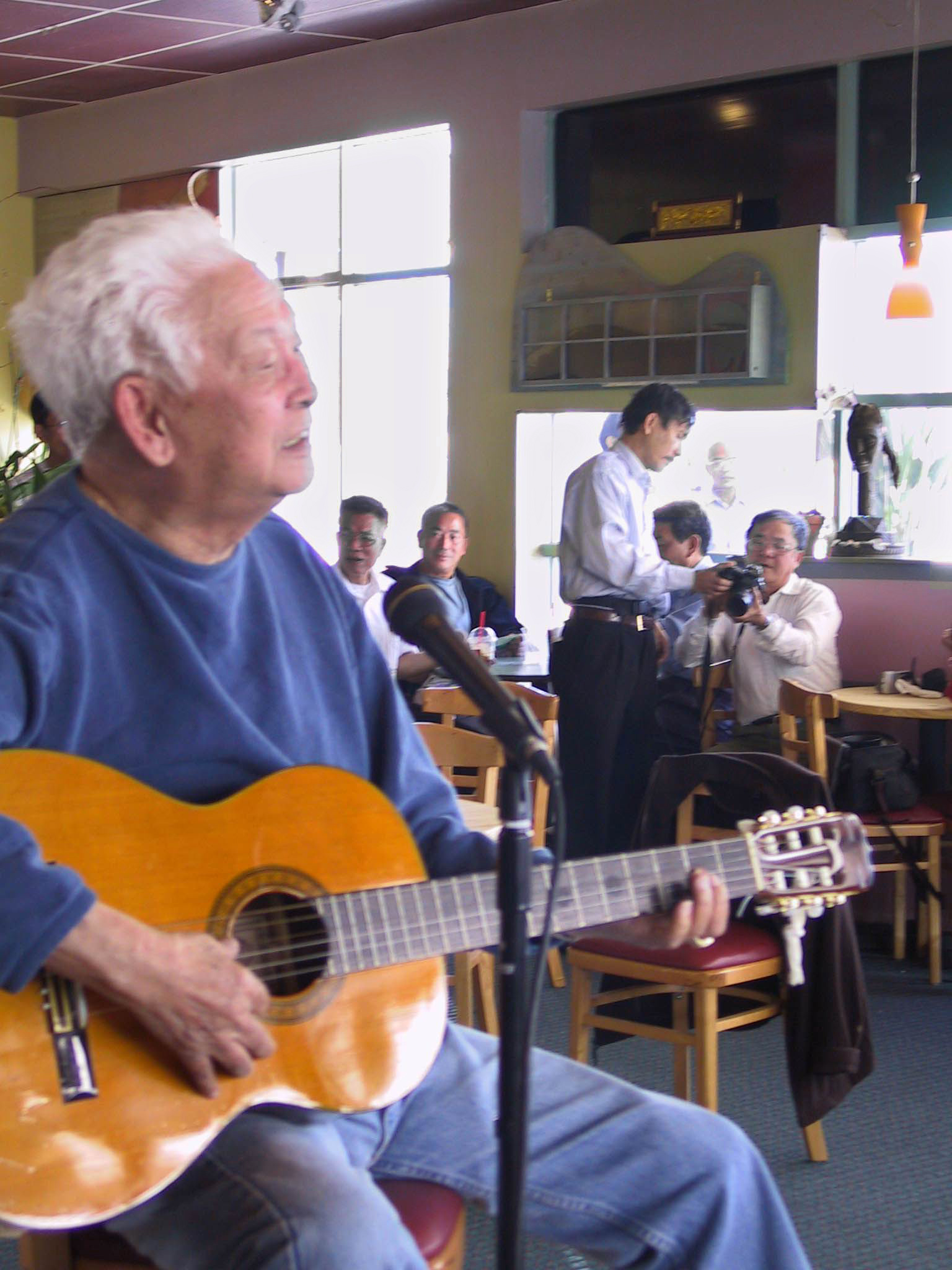
Phạm Duy (1921-2013), nhạc sĩ đi đầu và đầy thành công trong việc đưa nét dân ca vào trong Tân nhạc, ông cũng là một trong những nhạc sĩ giàu ảnh hưởng nhất của Tân nhạc.

Khác với miền Bắc, ở miền Nam giai đoạn 1954–1975, các nghệ sĩ về cơ bản được tự do sáng tác, ngoại trừ các nhạc phẩm cổ vũ chủ nghĩa cộng sản hoặc chống chính quyền. Cũng như điện ảnh, tân nhạc ở miền Nam thời kỳ này hình thành một thị trường sôi động. Các dòng nhạc tiền chiến, tình khúc, nhạc vàng đều có đông đảo người nghe và các nghệ sĩ riêng. Dòng nhạc tiền chiến được các giọng ca hàng đầu như Thái Thanh, Khánh Ly, Lệ Thu, Hà Thanh, Duy Trác tiếp tục. Khác với giai đoạn tiền chiến và kháng chiến, thời gian này chủ yếu là các giọng ca trầm, hát bằng giọng ngực, phù hợp thị hiếu bấy giờ. Nhạc vàng của các nhạc sĩ Hoàng Thi Thơ, Trần Thiện Thanh, Trúc Phương, Lam Phương được các ca sĩ Duy Khánh, Nhật Trường, Chế Linh, Thanh Thúy, Minh Hiếu, Trúc Mai, Hoàng Oanh, Phương Dung, Thanh Tuyền thể hiện. Các tình khúc mới của Ngô Thụy Miên, Lê Uyên Phương, Từ Công Phụng, Vũ Thành An được giới trẻ đón nhận nồng nhiệt qua các tiếng hát Khánh Ly, Lê Uyên, Lệ Thu. Một số ca sĩ, nhạc sĩ, ban nhạc trẻ xuất hiện đánh dấu sự ra đời của dòng nhạc trẻ như Elvis Phương, Nguyễn Trung Cang, Quốc Dũng, Lê Hựu Hà. Các băng nhạc Sơn Ca, Trường Sơn, Shotguns... được phát hành đều đặn. Đây cũng là giai đoạn xuất hiện nhiều trào lưu âm nhạc giàu ảnh hưởng đến thế hệ sau, trong đó nổi bật nhất là phong trào Du ca, phong trào Phản chiến và phong trào Nhạc trẻ.

#### Dòng nhạc tiền chiến
Một số nhạc sĩ di cư vào miền Nam năm 1954 như Hoàng Trọng, Văn Phụng... hoặc từ trước đó như Lê Thương, Phạm Duy... và những nhạc sĩ trẻ hơn như Phạm Đình Chương, Cung Tiến... đã tiếp tục dòng nhạc tiền chiến tại miền Nam.
Những nhạc sĩ này trong khoảng 1954 đến 1975 có những sáng tác đa dạng, trong đó nhiều ca khúc của họ vẫn được xếp chung vào dòng nhạc tiền chiến. Một số tác phẩm nổi tiếng như Mộng dưới hoa, Trường ca Hội trùng dương của Phạm Đình Chương, Hương xưa của Cung Tiến. Những nhạc phẩm tiền chiến thường xuyên được trình diễn và thu âm bởi những tiếng hát hàng đầu như Khánh Ly, Thái Thanh, Lệ Thu, Duy Trác, Hà Thanh...

#### Tình khúc
Một lớp nhạc sĩ trẻ hơn xuất hiện với các bản tình ca mới. Khác với dòng nhạc tiền chiến thường mượn cảnh mùa thu, mưa... để nói lên tình cảm của mình, những nhạc sĩ này có cách thể hiện trực tiếp hơn như Vũ Thành An với các Bài không tên, Lê Uyên Phương với các ca khúc...
Giai đoạn này, bên cạnh nhạc sĩ tiền bối Phạm Duy vẫn sáng tác đều đặn những ca khúc giá trị (Cỏ hồng, Trả lại em yêu, Mùa thu chết...). Còn xuất hiện thêm những nhạc sĩ với phong cách riêng.

Nhạc sĩ Nguyễn Ánh 9

Năm 1965, Vũ Thành An viết ca khúc đầu tay Tình khúc thứ nhất, phổ thơ Nguyễn Đình Toàn. Ngay từ ca khúc đầu tiên này, Vũ Thành An được nổi danh. Tiếp sau đó, ông viết một loạt Bài không tên được đánh số cùng một vài ca khúc có tên như Em đến thăm anh đêm 30. Những nhạc phẩm của Vũ Thành An được yêu thích rộng rãi ở miền Nam khi đó, thường xuyên được nghe thấy trong các quán cà phê, trên sóng đài phát thanh, trong các băng nhạc.
Ngô Thụy Miên bắt đầu với Chiều nay không có em được viết năm 1963, nhưng đến với công chúng vào năm 1965. Tiếp theo, ông phổ nhạc cho một số bài thơ của thi sĩ Nguyên Sa và giành được thành công rực rỡ. Các ca khúc Niệm khúc cuối, Mắt biếc, Áo lụa Hà Đông đã ghi dấu ấn của Ngô Thụy Miên trong thời kỳ đó. Năm 1974, Ngô Thụy Miên thực hiện băng nhạc đầu tay Tình ca Ngô Thụy Miên gồm 17 tình khúc đã được viết trong khoảng thời gian 1965 tới 1972. Với sự góp mặt của các ca sĩ danh tiếng Khánh Ly, Duy Trác, Thái Thanh, Lệ Thu, Thanh Lan... và nhạc sĩ hòa âm Văn Phụng, cuốn băng tạo được thành công rực rỡ.
Từ Đà Lạt, đôi nghệ sĩ Lê Uyên và Phương xuất hiện mang đến cho tân nhạc những sắc thái mới với các ca khúc khắc khoải, nồng nàn. Bắt đầu từ nhạc phẩm đâu tay Buồn đến bao giờ viết năm 1960 tại Pleiku, Lê Uyên Phương với những Bài ca hạnh ngộ, Còn nắng trên đồi, Dạ khúc cho tình nhân, Lời gọi chân mây, Vũng lầy của chúng ta... được giới trẻ nồng nhiệt đón nhận.
Một gương mặt nổi danh nữa của dòng nhạc này là nhạc sĩ Từ Công Phụng. Khởi sự từ ca khúc đầu tay Bây giờ tháng mấy, các nhạc phẩm tiếp theo của Từ Công Phụng đều mang không khi mang mác như Lời cuối, Trên ngọn tình sầu, Mùa xuân trên đỉnh bình yên, Giọt lệ cho ngàn sau, Mắt lệ cho người... Đặc biệt sau 1975 ở hải ngoại, các ca khúc của Từ Công Phụng còn được biết đến nhiều hơn qua giọng ca Tuấn Ngọc trình bày rất thành công.
Một số nhạc sĩ khác cũng viết các tình khúc nổi tiếng rát được ưa chuộng vào thời gian này như Hoàng Nguyên với Ai lên xứ hoa đào, Cho người tình lỡ, Quốc Dũng với Đường xưa, Cơn gió thoảng, Nguyễn Ánh 9 với Không, Buồn ơi xin chào mi, Văn Phụng với Yêu, Tình; Khánh Băng với Sầu đông, Vọng ngày xanh; Y Vân với Buồn, Thôi, Ảo ảnh, Anh Bằng với Khúc Thụy du, Nỗi lòng người đi; Trần Trịnh với Lệ đá; Nguyễn Văn Đông với Chiều mưa biên giới, Khúc tình ca hàng hàng lớp lớp; Phạm Trọng Cầu, học ở Paris, cũng đã viết Mùa thu không trở lại...
Phạm Đình Chương cũng có Nửa hồn thương đau phổ từ thơ Thanh Tâm Tuyền rất nổi tiếng, hay Người đi qua đời tôi phổ thơ Trần Dạ Từ. Lê Trọng Nguyễn nổi danh với Chiều bên giáo đường, Lá rơi bên thềm và đặc biệt Nắng chiều, ca khúc còn được biết đến ở Hồng Kông, Đài Loan và Nhật Bản. Hoàng Trọng thành công với các bài hát theo điệu tango Ngỡ ngàng, Lạnh lùng, Tiến bước sang ngang.

#### Nhạc vàng
Bên cạnh các tình khúc, dòng nhạc vàng cũng đặc biệt phổ biến. Với các bài hát giai điệu nhẹ nhàng, đơn giản, dòng nhạc này đã thu hút một số lượng lớn khán giả bình dân. Trong hồi ký của mình, Phạm Duy viết: "Đầu thập niên 70 là lúc Nhạc Việt, trong phạm vi ca khúc, phát triển đến tột độ. Có sự thành công của những bài hát thông thường và chỉ được coi là nhạc thương phẩm - mệnh danh là nhạc vàng - với những tình cảm dễ dãi phù hợp với tuổi choai choai, với em gái hậu phương và lính đa tình, tuy không được coi trọng nhưng lại rất cần thiết cho vài tầng lớp xã hội trong thời chiến."

Nhạc sĩ Hoàng Thi Thơ

Từ trước 1963, các nhạc sĩ Hoàng Thi Thơ, Lam Phương đã soạn các bản như Gạo trắng trang thanh, Chiều hành quân... Nhưng phải tới sau 1963, khi nền Đệ Nhị Cộng hòa Việt Nam bắt đầu thì các bài hát về Tình và Lính mới trở nên thực sự phổ biến. Đây cũng là hai đề tài chủ yếu của nhạc vàng.
Hoàng Thi Thơ là một nhạc sĩ thành công trong nhiều lĩnh vực. Ông từng là trưởng đoàn nghệ thuật của Việt Nam Cộng hòa đi trình diễn ở một số nước. Hoàng Thi Thơ cũng từng tham gia sản xuất điện ảnh với phim Người cô đơn nói về đề tài âm nhạc. Trên lĩnh vực sáng tác ông viết nhiều bản với âm hưởng dân tộc như Trăng rụng xuống cầu, Rước tình về quê hương, Tình ca trên lúa, Đám cưới trên đường quê, các bản tình cảm như Chuyện tình người trinh nữ tên Thi, Đường xưa lối cũ... Ông còn soạn một vài vở kịch hát Cô gái điên, Ả đào say.
Lam Phương được biết tới với các bản nhạc tình Bài tango cho em, Em là tất cả, Tình bơ vơ... hoặc các bài chủ đề khác như Đoàn người lữ thứ, Cho em quên tuổi ngọc, Kiếp nghèo, Chuyến đò vỹ tuyến...

Nhạc sĩ Hoài Linh

Hoài Linh là một nhạc sĩ nhạc vàng tiêu biểu với các ca khúc về tình yêu đôi lứa như Về đâu mái tóc người thương, Căn nhà màu tím và đề tài về người lính... Lá thư trần thế, Nhịp cầu tri âm, Tám nẻo đường thành. Ông được biết đến là người viết lời nhạc hay nhất trước năm 1975
Các ca khúc với chủ đề Lính, người tiêu biểu nhất là Trần Thiện Thanh. Vốn cũng là một ca sĩ với nghệ danh Nhật Trường, ông đã sáng tác và tự trình diễn nhiều bài hát về hình ảnh người lính Việt Nam Cộng hòa: Biển mặn, Chiều trên phá Tam Giang, Hoa trinh nữ, Tạ từ trong đêm, Rừng lá thấp, Người ở lại Charlie, Tâm sự người lính trẻ, Mùa xuân lá khô, Tình thư của lính... Một số ca khúc khác của ông cũng rất phổ biến như Chiếc áo bà ba, Khi người yêu tôi khóc, Gặp nhau làm ngơ, Mùa đông của anh. Một tác giả viết về lính khác là Trúc Phương, tác giả của Đò chiều, Kẻ ở miền xa, Tàu đêm năm cũ, Trên bốn vùng chiến thuật... và Ai cho tôi tình yêu, Đôi mắt người xưa, Thói đời, Mưa nửa đêm, Tình thắm duyên quê...
Những bản nhạc tình bi lụy còn có Châu Kỳ với Giọt lệ đài trang, Được tin em lấy chồng, Sao chưa thấy hội âm, Con đường xưa em đi. Một vài bản khác rất nổi danh như Người yêu cô đơn của Đài Phương Trang, . Ngoài ra còn một số ca khúc như Phiên gác đêm xuân của Nguyễn Văn Đông, Người yêu của lính của Anh Chương, Sang ngang của Đỗ Lễ, Căn nhà ngoại ô của Anh Bằng...
Giọng ca tiêu biểu của nhạc vàng, đầu tiên có thể kể đến Duy Khánh. Tiếp theo là ca sĩ Nhật Trường và đến ca sĩ Chế Linh, cũng là tác giả của ca khúc Đêm buồn tỉnh lẻ. Các giọng ca nữ có Thanh Thúy, Minh Hiếu, Trúc Mai, Hoàng Oanh, Phương Dung, Thanh Tuyền, Giao Linh. Cùng với các nhạc sĩ, các ca sĩ này cũng góp phần định hình dòng nhạc vàng với cách hát khác hẳn các ca sĩ của nhạc tiền chiến hay tình khúc 1954-1975.

#### Nhạc trẻ
Vào cuối thập niên 1950, nhạc kích động châu Âu và Mỹ bắt đầu thâm nhập thị trường miền Nam. Một số thanh niên thuộc tầng lớp tư sản, các học sinh học theo chương trình của Pháp thường nghe các ca khúc của Mỹ và Pháp. Nhưng phải tới khoảng thời gian 1963-1965 thì phong trào nghe các ca khúc phương Tây này mới thực sự bành trướng qua các buổi tổ chức khiêu vũ tại gia. Các danh ca của Mỹ như Paul Anka, Elvis Presley, The Platters... của Anh như Cliff Richard, The Shadows, The Beatles, The Rolling Stones... của Pháp như Johnny Halliday, Sylvie Vartan, Françoise Hardy, Christophe, Dalida... trở thành thần tượng của giới trẻ Sài Gòn.

Quốc Dũng và Thanh Mai

Đầu những năm 1960 thì nhạc trẻ trở thành một hiện tượng của âm nhạc Việt Nam. Những ban nhạc trẻ kích động như C.B.C., The Dreamers, The Uptight, The Blue Jets, The Spotlights (sau đổi thành Strawberry Four với Tùng Giang, Đức Huy, Tuấn Ngọc và Billy Shane) và một số ca sĩ Việt thích kèm theo tên ngoại quốc bên cạnh tên Việt như Elvis Phương, Pauline Ngọc, Prosper Thắng, Julie Quang, Carol Kim... nổi danh với các bạn nhạc ngoại quốc hát bằng lời Anh hoặc Pháp. Những hộp đêm Mỹ ngày càng nhiều từ năm 1968 khuyến khích nhiều ca sĩ hát nhạc Mỹ. Nhiều bản nhạc ngoại quốc nổi tiếng được các nhạc sĩ Phạm Duy, Quốc Dũng, Nam Lộc, Tùng Giang, Trường Hải... đặt lời Việt.
Không chỉ dừng lại ở việc hát nhạc ngoại quốc, nhiều nhạc sĩ tự sáng tác các bạn nhạc kích động. Một trong những người đầu tiên có thể kể tới là Khánh Băng với Sầu đông, Có nhớ đêm nào, Tiếng mưa rơi. Các nhạc sĩ khác như Quốc Dũng, Nguyễn Trung Cang, Lê Hựu Hà cũng là những người đầu tiên Việt hóa thể loại nhạc này.
Quốc Dũng, với nhiều ca khúc nổi tiếng, cùng với Thanh Mai tạo thành một đôi song ca được nhiều mến mộ. Ban Phượng Hoàng của Nguyễn Trung Cang, Lê Hựu Hà và ca sĩ Elvis Phương trở thành một trong nhưng ban nhạc thành công nhất của Sài Gòn giai đoạn đó.
Tới năm 1971, đại hội nhạc trẻ đầu tiên được tổ chức tại sân Hoa Lư do Trường Kỳ, Tùng Giang và Nam Lộc tổ chức. Sự thành công của đại hội nhạc trẻ đầu tiên ở Sài Gòn đã đẩy mạnh nhạc trẻ lên cao độ. Tiếp theo đó nhiều đại nhạc hội khác được tiếp tục được tổ chức: năm 1971 tại trường trung học Taberd với hơn 10.000 người nghe, năm 1974 tại sở thú với trên 20.000 khán giả.
Cho tới sau 1975, nhiều bản nhạc nước ngoài vẫn ăn khách trong cộng đồng người Việt ở hải ngoại. Một vài ca khúc còn được các ca sĩ trẻ trong nước hát, như Bang bang do Phạm Duy đặt lời Việt được Mỹ Tâm hát lại vào những năm đầu thập niên 2000. Nhạc Jazz/Blues đã thịnh hành tại miền Nam khi đó.

#### Nhạc phản chiến
Khi cuộc chiến tranh Việt Nam ngày càng lan rộng, ở miền Nam, không chỉ có các nhạc sĩ sáng tác các bài hát ca ngợi người lính Việt Nam Cộng hòa mà còn xuất hiện nhiều ca khúc phản chiến. Người khởi động cho dòng nhạc này là Phạm Duy và được nối tiếp một cách mạnh mẽ bởi Trịnh Công Sơn cùng nhiều nhạc sĩ trẻ khác.
Phạm Duy bắt đầu hơi hướng sáng tác nhạc phản đối cuộc chiến tranh từ những bài hát phổ thơ như Kỷ vật cho em, Chuyện hai người lính, Khi tôi về, Tình khúc trên chiến trường tồi tệ, Thầm gọi tên nhau trên chiến trường tồi tệ, Tưởng như còn người yêu... Trong đó ca khúc Kỷ vật cho em phổ từ thơ Linh Phương trở nên rất nổi tiếng, được các danh ca của Sài Gòn khi đó như Thái Thanh, Lệ Thu, Khánh Ly hát thường xuyên tại các phòng tra, vũ trường gây nên các tác động mạnh mẽ tới khán giả, ca khúc này bị cấm đoán bởi chính quyền vì nội dung nói lên mặt trái bi đát của cuộc chiến.
Năm 1965, tạp chí Giữ thơm quê Mẹ ra đời như một tiếng nói của hội Phật giáo do Nhất Hạnh dẫn đầu, cho đăng nhiều tác phẩm ủng hộ Phật giáo và hòa bình, trong đó đáng chú ý là những bài Tâm ca của Phạm Duy, mang nội dung phản đối chiến tranh, đề cao sự hòa giải, một cách mạnh mẽ và tích cực. 10 bài Tâm ca của Phạm Duy liên tục được đăng trên tạp chí này, kéo theo một làn sóng hát Tâm ca cũng như nhạc phản chiến ở giới thanh niên thành thị và gợi nguồn cảm hứng đến nhiều nhạc sĩ khác sáng tác loại nhạc chống chiến.

Nhạc sĩ Trịnh Công Sơn

Bắt đầu từ khoảng năm 1966, những nhạc phẩm của Trịnh Công Sơn bắt đầu chuyển sang xu hướng phản chiến, với lời ca mạnh bạo, ý nghĩa trực tiếp, giai điệu đơn giản, qua tiếng hát Khánh Ly, đã đánh trúng tâm lý chán ghét chiến tranh, mong muốn hòa bình của nhiều tầng lớp người thành thị. Năm 1968, sau sự kiện Tết Mậu Thân, Trịnh Công Sơn tung ra tập nhạc Kinh Việt Nam. Năm 1969, Trịnh Công Sơn cho ra tiếp tập Ta phải thấy mặt trời, rồi sau đó là Ca khúc da vàng. Với các ca khúc Nối vòng tay lớn, Bài ca dành cho những xác người, Gia tài của mẹ... Trịnh Công Sơn kêu gọi mọi người ngừng chiến tranh, nêu lên một hình ảnh Việt Nam đau thương vì cuộc chiến.
Song song với nhạc phản chiến của Phạm Duy và Trịnh Công Sơn, sau Tết Mậu Thân năm 1968, mầm mống chống đối chính quyền Nguyễn Văn Thiệu bắt đầu nảy nở ở các trường đại học tại Sài Gòn. Nhạc sĩ Miên Đức Thắng đã sáng tác các ca khúc như Hát từ cánh đồng hoang, Lớn mãi không ngừng. Phong trào học sinh và sinh viên xuống đường xuất hiện cùng với Hát cho đồng bào tôi nghe, với hai nhạc sĩ tiêu biểu là Trần Long Ẩn và Tôn Thất Lập. Năm 1971, một tập nhạc khác xuất hiện là Hát cùng đồng bào ta. Những bài hát xuống đường được giới sinh viên học sinh hát nhiều nhất lúc đó là: Sức mạnh nhân dân của Trương Quốc Khánh, Tình nghĩa Bắc Nam của Nguyễn Văn Sanh, Dậy mà đi của Tôn Thất Lập... Phạm Thế Mỹ cũng viết Hoa vẫn nở trên đường quê hương, Thương quá Việt Nam.
Lê Hựu Hà cũng là một người có nhiều sáng tác trong phong trào phản đối chiến tranh tiêu biểu là bài hát Hãy nhìn xuống chân...

#### Phong trào du ca
Năm 1966, hai nhạc sĩ Nguyễn Đức Quang và Đinh Gia Lập thành lập phong trào Du ca, với sự ủng hộ tích cực của nhạc sĩ giàu ảnh hưởng nhất lúc đó là Phạm Duy, trở thành một đoàn thể hoạt động về văn hóa và văn nghệ phục vụ cộng đồng, xuất hiện cùng lúc với phong trào làm công tác xã hội của sinh viên, học sinh. Chủ tịch phong trào từ 1967 là dược sĩ Hoàng Ngọc Tuệ và đến năm 1972 được thay thế bởi Đỗ Ngọc Yến. Trưởng xưởng Du ca do nhạc sĩ Nguyễn Đức Quang điều hành, đến năm 1972 được thay thế bởi Ngô Mạnh Thu. Phong trào được Bộ Quốc gia Giáo dục và Thanh niên Việt Nam Cộng hòa công nhận chính thức và cấp giấy phép hoạt động trên toàn quốc kể từ ngày 24 tháng 1 năm 1969.

Nhạc sĩ Trầm Tử Thiêng

Du ca quy tụ khá nhiều các nhạc sĩ tên tuổi, cũng như nhiều nhạc sĩ trẻ xuất phát từ phong trào: Phạm Duy, Nguyễn Đức Quang, Trầm Tử Thiêng, Anh Việt Thu, Trần Tú, Nguyễn Quyết Thắng...
Du ca ra đời đúng lúc mọi người đang đòi hỏi một nền văn nghệ sống động, thức tỉnh và mới lạ. Những loại nhạc mà phong trào du ca thường sử dụng là Thanh niên ca, Thiếu nhi ca, Sinh hoạt ca, Nhận thức ca, Sử ca, Dân ca, những bài hát ca ngợi tình yêu con người và thân phận quê hương. Nhiều bài hát của du ca đã trở nên quen thuộc như Việt Nam, Việt Nam (Phạm Duy), Việt Nam quê hương ngạo nghễ, Xin chọn nơi này làm quê hương (Nguyễn Đức Quang), Hát từ tim, hát bằng hơi thở (Nguyễn Quyết Thắng), Anh sẽ về (Nguyễn Hữu Nghĩa – thơ Kinh Kha).
Những ca khúc trong phong trào du ca có mục đích kêu gọi thanh niên hãy tự hào, tin tưởng và hy vọng nơi tương lai. Trước năm 1975, phong trào du ca có tác dụng sâu mạnh đối với giới trẻ qua các đoàn, toán ca như Con Sáo Huế, Du ca Áo Nâu, Du ca Lòng mẹ, Du ca Trùng Dương... Họ trình diễn ở khắp nơi miền Nam khi đó, trong trường học, ngoài sân cỏ, trên sân khấu, trong các đoàn thể bạn, hướng đạo, hay Thanh sinh công, Gia đình Phật tử.
Du ca cũng đã phát hành một số tuyển tập nhạc như: Tuyển tập Du ca 1, Du ca 2, Du ca 3, Những bài ca khai phá, Ta đi trên dòng lịch sử, Những điều trông thấy, Những khuôn mặt Du ca, Hát cho những người sống sót, Anh hùng ca, Sinh hoạt ca.

#### Các nhạc sĩ khác
Trong thời kỳ từ 1954 đến 1975, Phạm Duy vẫn là một trong những nhạc sĩ có sức sáng tác mạnh mẽ nhất và các ca khúc của ông cũng thuộc nhiều thể loại. Tiếp tục những ca khúc "dân ca mới", Phạm Duy còn sáng tác nhiều tình khúc như Nghìn trùng xa cách, Trả lại em yêu, Con đường tình ta đi, Nha Trang ngày về, Cỏ hồng, Mùa thu chết, Nước mắt mùa thu... Ông còn có các bài hát Bé ca dành cho thiêu nhi: Ông trăng xuống chơi, Chú bé bắt được con công, Thằng Bờm, Bé bắt dế, Đưa bé đến trường, Đốt lá trên sân
Các trường ca Con đường cái quan, Mẹ Việt Nam cũng được Phạm Duy viết trong thời kỳ này. Ngoài ra có thể kể đến Đạo ca, Tâm ca... Trong các phong trào Nhạc trẻ, Du ca, Nhạc phản chiến Phạm Duy đều có tham gia với nhiều ca khúc.
Trịnh Công Sơn, ngoài các ca khúc phản chiến, ông là tác giả của rất nhiều tình khúc, giúp ông trở thành một trong những nhạc sĩ nổi tiếng nhất của thời kỳ đó và cả sau này. Từ sáng tác được coi là đầu tay Ướt mi xuất bản năm 1959, Trịnh Công Sơn tiếp tục thành công với Diễm xưa, Tuổi đá buồn, Tình xa, Tình nhớ... Cùng với tiếng hát Khánh Ly, các bản tình ca của Trịnh Công Sơn đã chinh phục giới thanh niên miền Nam khi đó, trở thành một hiện tượng của tân nhạc.
Một điểm khác biệt giữa âm nhạc miền Bắc và miền Nam khi đó là trong khi ở miền Bắc, các ca khúc chỉ được phát trên đài phát thanh, qua các buổi biểu diễn của những đội văn công... thì tại miền Nam, âm nhạc hình thành một thị trường sôi động với nhiều hãng băng đĩa. Các ca khúc được phát trên sóng phát thanh, truyền hình, được trình diễn tại các vũ trường, phòng trà và các đại nhạc hội.
Những người đi đầu trong việc sản xuất băng đĩa có thể kể đến Phạm Mạnh Cương, Nguyễn Văn Đông, Tùng Giang... Những băng nhạc Sơn ca, Trường Sơn, Nhã ca, Nhạc trẻ, Shotguns, Sóng nhạc... được phát hành đều đặn. Với lợi nhuận từ các băng nhạc, tập nhạc, các nhạc sĩ nổi tiếng có được thu nhập rất cao.
Phòng trà và vũ trường là hai điểm trình diễn phổ biến của Sài Gòn giai đoạn đó. Những phòng trà như Đêm Màu Hồng, Queen Bee... là điểm yêu thích của nhiều khán giả nghe nhạc.

## Giai đoạn sau 1975
Nền tân nhạc Việt Nam có nhiều thay đổi thăng trầm. Để xây dựng chủ nghĩa xã hội, Việt Nam đã tiến hành cuộc cách mạng văn hoá tư tưởng và đấu tranh cải tạo công thương nghiệp, cải cách ruộng đất.

### Giai đoạn 1975–1996

#### Trong nước
Trong nước, các dòng nhạc vàng bị cấm hoàn toàn vì không phù hợp với chủ trương. Các ca sĩ nhạc vàng được khuyến khích chuyển sang hát nhạc truyền thống cách mạng (nhạc đỏ), các bài hát lạc quan. Nhiều ca sĩ và nhạc sĩ Việt Nam phải vượt biên sang định cư tại Hoa Kỳ và nhiều quốc gia khác. Nhiều bài hát tiền chiến và tình ca bị hạn chế lưu hành. Cuộc chiến tranh biên giới Tây Nam và cuộc chiến tranh biên giới phía Bắc nổ ra. Tuy nhiên, dòng nhạc quê hương mang màu sắc lạc quan vẫn được khuyến khích. Một số nhạc sĩ nhạc vàng chuyển sang sáng tác nhạc quê hương, như Trần Thiện Thanh với Chiếc áo bà ba, Trúc Phương với Chín dòng sông hò hẹn, Tô Thanh Tùng với Tình cây và đất, các sáng tác của Thanh Sơn.

Nhạc sĩ An Thuyên

Đề tài sáng tác chủ yếu trong giai đoạn này là:
- Ca ngợi lãnh tụ Hồ Chí Minh: có các bài hát tiêu biểu như: Viếng lăng Bác (Hoàng Hiệp), Miền Nam nhớ mãi ơn người (Lưu Cầu), Lời Bác dặn trước lúc đi xa (Trần Hoàn),...
- Ca ngợi Đảng: Huyền diệu, Đảng đã cho ta một mùa xuân...
- Ca ngợi chiến công lẫy lừng của cuộc kháng chiến như: Dáng đứng Bến Tre, 40 thế kỷ cùng ra trận, Tổ quốc yêu thương,...
- Tình yêu quê hương đất nước và tình yêu lứa đôi: Quê hương (Giáp Văn Thạch; phổ thơ Đỗ Trung Quân), Đất nước lời ru (Văn Thành Nho), Mùa xuân trên Thành phố Hồ Chí Minh (Xuân Hồng), Huyền thoại Mẹ (Trịnh Công Sơn), Bài ca không quên (Phạm Minh Tuấn), Thuyền và biển (Phan Huỳnh Điểu), Gửi em chiếc nón bài thơ (Lê Việt Hòa), Giai điệu Tổ quốc (Trần Tiến), Tình ca Tây Nguyên, Bài ca xây dựng, bốn bài Hát ru (Hoàng Vân)...
- Ca ngợi và phát động các phong trào lao động tập thể như thanh niên xung phong: Đêm rừng Đắc Min (Nguyễn Đức Trung), Em ở nông trường anh ra biên giới (Trịnh Công Sơn), Huyền thoại Hồ núi Cốc (Phó Đức Phương), Tuổi trẻ sông Đà làm ra ánh sáng, Tình ca Vũng Tàu, Buổi sáng trên cao nguyên,... (Hoàng Vân), Trị An âm vang mùa xuân, Tàu anh qua núi, Đêm thành phố đầy sao, Người đi xây hồ Kẻ Gỗ, Mùa xuân từ những giếng dầu...

Các nhạc sĩ tiêu biểu trong giai đoạn này là: Diệp Minh Tuyền, Trần Long Ẩn, Thế Hiển, Nguyễn Nam, Nguyễn Văn Hiên, An Thuyên, Phó Đức Phương, Phong Nhã, Trần Tiến...
Đặc biệt ca sĩ kiêm nhạc sĩ Trần Tiến chịu ảnh hưởng của Phong trào Du ca trước năm 1975 nên đã có nhiều sáng tác mới lạ thời bấy giờ nên được công chúng yêu nhạc đón nhận với các ca khúc: Mặt Trời bé con, Tùy hứng lý qua cầu, Tạm biệt chim én...
Các ca sĩ thành danh như: Cẩm Vân, Bảo Yến, Nhã Phương, Quang Lý, Tuấn Phong, Cao Minh, Thế Hiển, Trần Tiến...
Phong trào văn nghệ quần chúng phát triển mạnh mẽ. Hội Âm nhạc Việt Nam được thành lập. Hằng năm đều tổ chức nhiều chuyến du khảo hội trại sáng tác theo những chủ đề do nhà nước đặt hàng.
Các trường âm nhạc, văn hóa nghệ thuật được quan tâm thành lập, tuy nhiên chỉ mới dừng lại ở quy mô dạy dòng nhạc thính phòng cổ điển và âm nhạc tuyên truyền.
Nhiều văn nghệ sĩ có cơ hội giao lưu học tập tại Liên Xô (Nga) đã du nhập nhiều bản nhạc Liên Xô được hát bằng tiếng Nga hoặc dịch ra lời Việt: Một triệu đóa hoa hồng (Cẩm Vân trình bày), Chiều hải cảng, Đôi bờ, Chiều ngoại ô Moskva, Cây thùy dương.
Sau Đại hội Đảng lần VI đề ra chủ trương đổi mới tư duy, xóa bao cấp, văn hoá nghệ thuật được cởi mở. Đài Truyền hình Thành phố Hồ Chí Minh (HTV) đã tổ chức các cuộc thi tiếng hát truyền hình tạo cơ hội cho nhiều ca sĩ trẻ thành danh như: Như Quỳnh, Như Hảo, Thanh Thúy, Tạ Minh Tâm...
Hội thi tiếng hát Hoa Phượng Đỏ dành cho lứa tuổi học sinh.
Tại miền Nam, nhiều bài hát từ các nước phương Tây được các ca sĩ trình bày lời ngoại ngữ và lời Việt (do Khúc Lan dịch): Tình cha (Phương Thảo)... Đặc biệt là phong trào hát nhạc Hoa lời Việt với các ca sĩ: Minh Thuận, Nhật Hào, Tú Châu, Lam Trường...
Nhạc chịu ảnh hưởng của ca trù được cho phép.
Nhạc tình ca (còn gọi là nhạc sến do đa số viết theo điệu Bolero và có giai điệu buồn với nội dung chủ yếu là mô tả tâm trạng thất tình) được tiếp tục phát triển với các nhạc sĩ như: Vinh Sử, Hàn Châu... với các giọng ca: Đình Văn, Ngọc Sơn, Chế Thanh, Thùy Dương...
Nhiều Trung tâm băng nhạc được thành lập như: Bến Thành Audio, Sài Gòn Audio, Kim Lợi Studio...

#### Hải ngoại
Các nhạc sĩ của Sài Gòn sau 1975 định cư tại nước ngoài vẫn tiếp tục sáng tác và cùng với những nhạc sĩ trẻ hơn đã tạo nên dòng nhạc hải ngoại. 

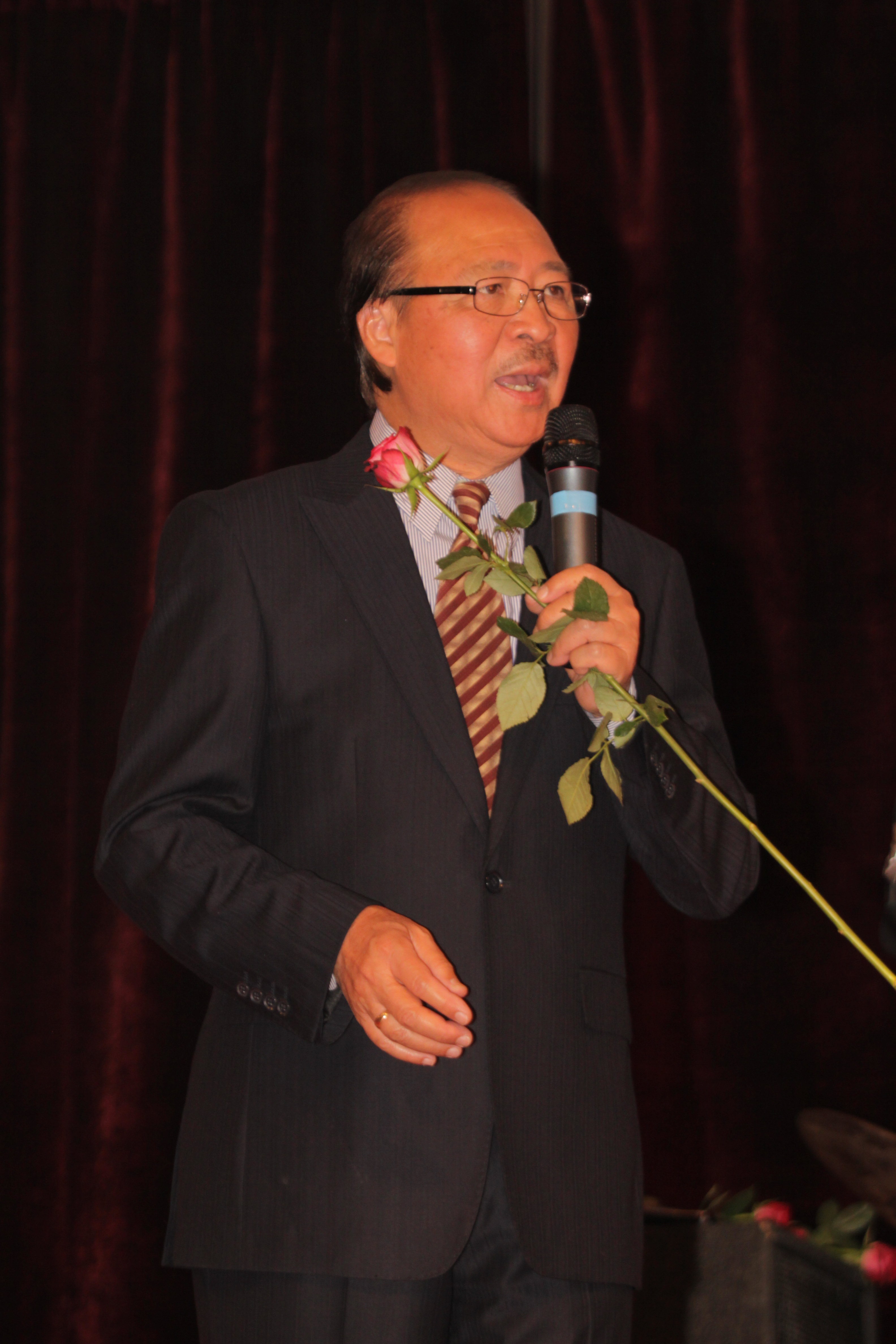
Nhạc sĩ Nam Lộc

Tại hải ngoại cũng xuất hiện nhiều trung tâm phát hành băng đĩa nhạc như: ASIA, Thúy Nga, Vân Sơn, Làng Văn, Giáng Ngọc, Người Đẹp Bình Dương, Thúy Anh... Tuy nhiên, những ca khúc được trình diễn trong các chương trình đại nhạc hội của các trung tâm này thường thu hẹp trong phạm vi nhạc phổ thông, nhạc trẻ chiều theo thị hiếu. Các nhạc sĩ độc lập không thuộc các trung tâm trên hoặc thuộc dòng nhạc khác, rất khó và thiếu điều kiện để phổ biến sáng tác của mình trong cộng đồng người Việt hải ngoại. 
Những nhạc sĩ tên tuổi đầu tiên rời Việt Nam khoảng cuối năm 1975. Trong những năm đầu, một chủ đề sáng tác chính của họ là nỗi nhớ quê hương và Sài Gòn như Nam Lộc với Sài Gòn ơi! Vĩnh biệt, Khi xa Sài Gòn của Lê Uyên Phương, Đêm nhớ về Sài gòn của Trầm Tử Thiêng... Chủ đề thân phận lưu vong cũng được nói đến với Tị nạn ca của Phạm Duy, Người di tản buồn của Nam Lộc, Ai trở về xứ Việt của Phan Văn Hưng, Một chút quà cho quê hương của Việt Dũng... Một chủ đề phổ biến nữa là "phục quốc kháng chiến" nói lên mong muốn được quay trở lại miền Nam của ca sĩ Nguyệt Ánh.
Từ khoảng đầu thập kỷ 1980, một số nhạc sĩ sau thời gian cải tạo tại Việt Nam ra định cư ở nước ngoài. Họ viết nhiều ca khúc tả lại thời gian cải tạo ở Việt Nam như Hà Thúc Sinh với tập Tiếng hát tủi nhục năm 1982, Châu Đình An với Những lời ca thép năm 1982... Phạm Duy cũng sáng tác 20 bài lấy tựa là Ngục ca phổ từ thơ của Nguyễn Chí Thiện trong tập thơ Tiếng vọng từ đáy vực

### Giai đoạn 1996 đến nay

#### Hải ngoại

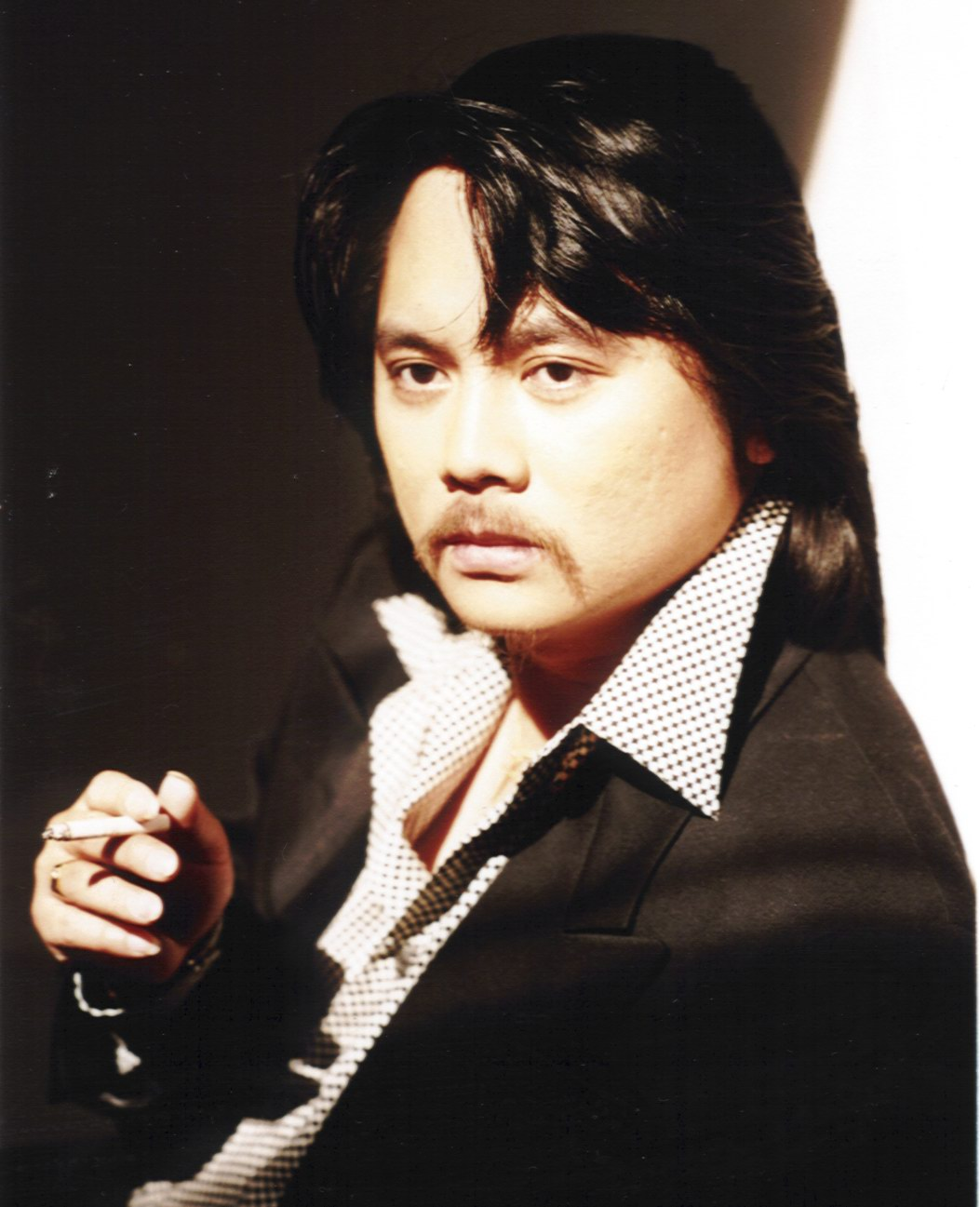
Nhạc sĩ Hoàng Thanh Tâm

Đến giữa thập niên 1980, sau khi Nhà nước Việt Nam thực hiện chính sách Đổi mới, các nhạc sĩ bắt đầu bỏ chủ đề "phục quốc kháng chiến" quay lại viết các bản tình ca. Ở giai đoạn này, những nhạc sĩ tiêu biểu có thể kể đến Đức Huy (Và con tim đã vui trở lại, Đừng xa em đêm nay), Trần Quảng Nam (Mười năm tình cũ), Hoàng Thanh Tâm với (Tháng sáu trời mưa), Trúc Hồ (Trái tim mùa đông), Ngọc Trọng (Buồn vương màu áo), Trịnh Nam Sơn (Dĩ vãng, Quên đi tình yêu cũ),... Ngô Thụy Miên tại hải ngoại cũng có nhiều sáng tác, trong đó nổi tiếng hơn cả là Riêng một góc trời viết năm 1997. Kể từ khi trong nước đổi mới, các ca sĩ & nhạc sĩ ở hải ngoại được về nước biểu diễn đã tạo nên sự giao thoa (trao đổi nghệ thuật) về âm nhạc giữa trong và ngoài nước, có nhiều ca khúc trong nước được các ca sĩ hải ngoại biểu diễn rất thành công và ngược lại. Nhiều ca sĩ trẻ nổi danh như: Lưu Bích, Như Quỳnh, Quang Lê, Trần Thái Hòa, Ngọc Hạ,... Tuy nhiên phần nhiều ca khúc hải ngoại vẩn là nhạc ngoại quốc (lời Việt)

#### Trong nước

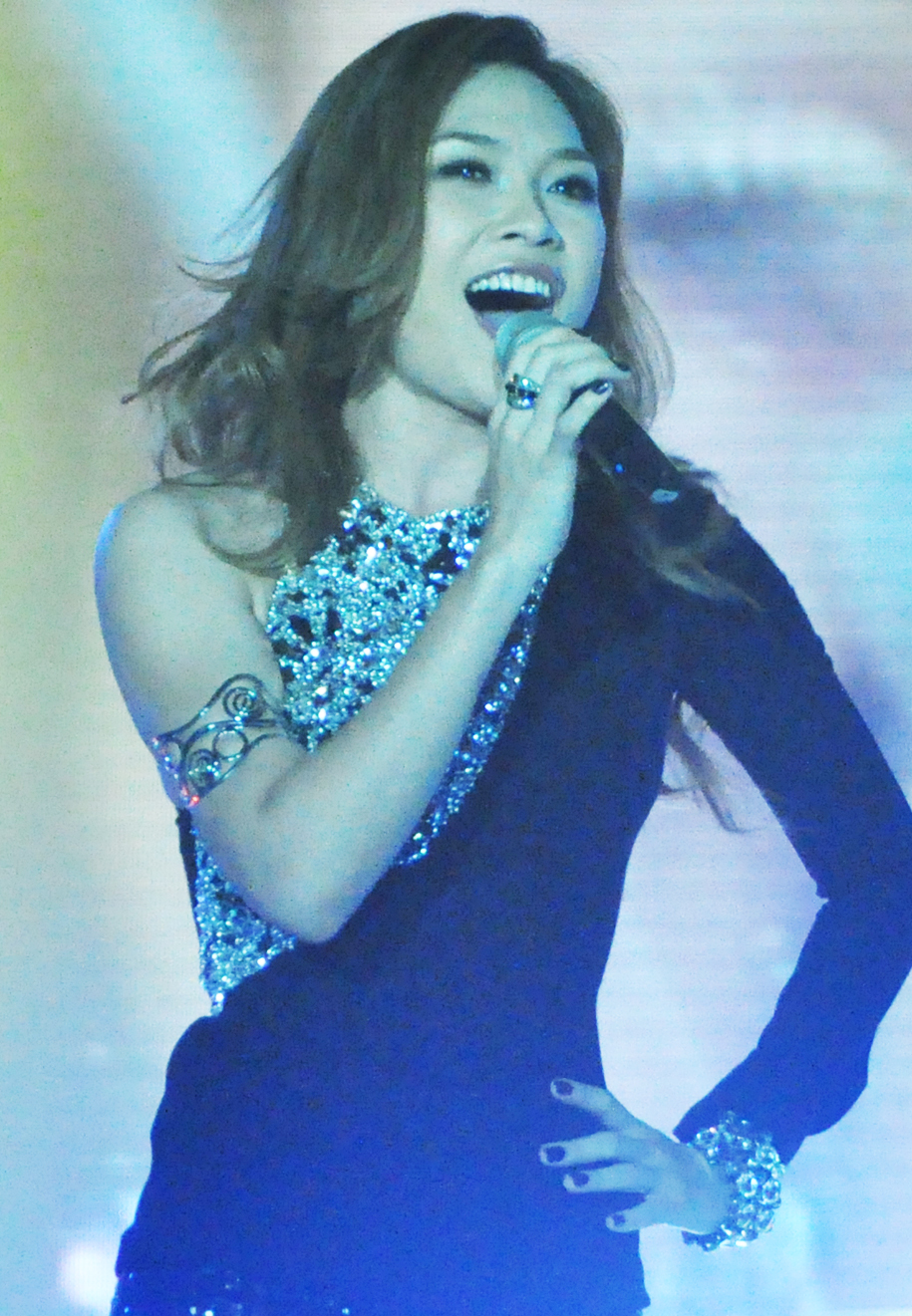
Mỹ Tâm trình diễn trong đêm nhạc MTV EXIT, diễn ra tại Hà Nội vào ngày 26 tháng 5 năm 2012.

Trong nước vẫn tiếp tục dòng nhạc được phân chia theo phong cách thính phòng, dân gian và nhạc nhẹ. Theo phong cách thính phòng chủ yếu là các nhạc sĩ đã qua thời tiền chiến, kháng chiến và số ít nhạc sĩ trẻ, vẫn chịu ảnh hưởng nhiều của nhạc cổ điển. Nhạc sĩ Hoàng Vân cho ra đời Đại hợp xướng với dàn nhạc giao hưởng 4 chương Điện Biên Phủ (1995–2005) và 3 bản giao hưởng số II, II và IV. Chuyên về dòng này có Đặng Hữu Phúc, Đỗ Hồng Quân...
Dòng phong cách dân gian được tiếp nối bởi một số nhạc sĩ trẻ, bao gồm cả các nhạc sĩ thế hệ trước như Phó Đức Phương, An Thuyên, Nguyễn Tiến, Đoàn Bổng... Dòng dân gian nhiều tác giả theo đuổi "dân gian đương đại" như Trần Tiến, Nguyễn Cường, Lê Minh Sơn (pha trộn nhiều hơn phong cách nhạc nhẹ- nhạc trẻ, có tính hiện đại hơn). Dòng phong cách nhạc nhẹ ngoài các sáng tác ảnh hưởng ít nhiều của thính phòng, ballad, phong cách trữ tình, thì đa phần nghiêng về chủ yếu là pop và rock, chịu ảnh hưởng nhiều của nhạc trẻ phương Tây, và nhạc trẻ thường hay được dùng để tách khỏi nhạc nhẹ, giai điệu sôi động, trẻ trung và mang tính bình dân hơn. Ngoài ra còn có Chillout (một dòng nhạc mới, một nhánh của dòng nhạc điện tử, thuộc dạng nhạc "dễ nghe" – như bài Rơi của Hồ Hoài Anh), Acoustic (phong cách mộc, nhạc cụ thường đàn Guitar và trống Cajon), New age, Jazz/Blues (du nhập từ thời tiền chiến), R&B, world music – dân gian đương đại (nhạc dân gian ngoài Âu – Mỹ và nhạc lai nhạc nhẹ với dân gian)... Những thử nghiệm nhạc mới du nhập thường hay được đánh giá trái chiều, như "hội nhập" hay "lai căng", nghệ thuật hay mang tính thị trường. Một số nhạc sĩ thế hệ trẻ như Trần Mạnh Hùng, Trần Đức Minh theo đuổi nhạc bán cổ điển. Cũng có một số ca sĩ theo đuổi dòng thính phòng – bán cổ điển, như Khánh Linh, hay Đức Tuấn, Phạm Thu Hà..., kết hợp hát nhạc đỏ với opera như Trọng Tấn, Tạ Minh Tâm, Lan Anh...
Vào năm 1996, bắt nguồn từ giải thưởng âm nhạc Làn Sóng Xanh do Đài Tiếng nói Nhân dân Thành phố Hồ Chí Minh tổ chức với người đoạt giải là ca sĩ Lam Trường với ca khúc Tình thôi xót xa (Bảo Chấn) khiến cho trào lưu nhạc trẻ ra đời với hàng loạt ca khúc thành công sau đó như: Hà Nội mùa vắng những cơn mưa, Bên em là biển rộng, Giọt sương trên mí mắt, Hôn môi xa, Tình em ngọn nến... góp phần đưa hàng loạt ca sĩ trẻ nổi danh như: Phương Thanh, Mỹ Tâm, Đan Trường, Cẩm Ly, Mỹ Linh, Hồng Nhung, Thanh Lam, Quang Linh, Quang Dũng, Đức Tuấn, Tuấn Hưng, Đàm Vĩnh Hưng... 
Nhạc sĩ trẻ Hoài An đoạt giải thưởng từ cuộc thi sinh viên với bài hát Tình thơ với phần hòa âm mới lạ hiện đại lúc bấy giờ đã làm thay đổi quan điểm âm nhạc Việt Nam: Phần nhạc dạo đầu bài hát và phần hòa âm phối khí được chú trọng hơn so với trước đây làm cho ca khúc Việt Nam trở nên hiện đại hơn, hay hơn.
Tại Việt Nam, đã xuất hiện nhiều nhạc sĩ làm nhiệm vụ hòa âm phối khí như: Quốc Trung, Mạnh Trinh, Đức Trí, Hoài Sa, Dương Cầm... Nghề mix nhạc (DJ) cũng xuất hiện.
Bên cạnh đó, dòng nhạc dân ca phát triển mạnh mẽ: Vọng cổ buồn, Đêm Gành Hào nghe điệu hoài lang, Quê tôi mùa nước lũ,... thể hiện thành công nhất là ca sĩ Cẩm Ly
Vài ca sĩ Việt Nam có hoài bão vươn ra thị trường âm nhạc thế giới và đã đạt được một số thành công ban đầu: Ca sĩ Mỹ Tâm được đài truyền hình ABC xếp hạng 6 trong số các ca sĩ châu Á thành công nhất; Hồ Quỳnh Hương đoạt giải Huy chương vàng Liên hoan âm nhạc tại Bình Nhưỡng.

## Thể loại

### Khí nhạc

Nhạc sĩ Huy Du

Với khí nhạc, được chia thành sáng tác cho dàn nhạc giao hưởng, dàn nhạc dân tộc hay thính phòng độc tấu, hòa tấu nhạc cụ phương Tây, nhạc cụ dân tộc.
Về khí nhạc, nổi bật các sáng tác giao hưởng số 1 Quê hương (Hoàng Việt), Bài ca chim ưng (Đàm Linh), Miền Nam quê hương ta ơi (Huy Du), Trở về đất mẹ (Nguyễn Văn Thương), Tiếng sáo quê hương (Văn Chung), Người về đem tới ngày vui (Trọng Bằng), Vì miền Nam (Huy Thục), Mẹ Việt Nam (Nguyễn Văn Nam), Tiếng hát biên thùy (Tô Hải), Suối đàn T’rưng, Vũ khúc Tây Nguyên (Nhật Lai), Nông thôn đổi mới (Tạ Phước – Tô Vũ), Cung đàn đất nước, Chung một niềm tin, Xuân quê hương, Cảm xúc quê hương (Xuân Khải), Lời thề sắt son (Nguyễn Đình Tấn), Dáng đứng Việt Nam (Ca Lê Thuần), Tình yêu của biển (Cát Vận), Đất và hoa (Quang Hải),... các sáng tác ở hải ngoại của Nguyễn Thiên Đạo, Tôn Thất Tiết...

### Thanh nhạc
Các sáng tác thanh nhạc có thể chia làm ba dòng: Thính phòng – Nhạc nhẹ – Dân gian. 
Dòng thính phòng để chỉ các sáng tác nhạc cổ điển (nhạc nghệ thuật), phong cách thính phòng, và các ca khúc hát theo phong cách thính phòng. Một số các tác phẩm của các nhạc sĩ tiền chiến như Văn Cao (Thiên Thai, Trương Chi,...), Phạm Duy (Tình ca, Đường chiều lá rụng, Chiều về trên sông, Con đường cái quan,...), Cung Tiến (Hương xưa,...), phần lớn các tác phẩm nhạc đỏ của các nhạc sĩ Văn Cao (Sông Lô,...), Đỗ Nhuận (Du kích sông Thao, Áo mùa Đông, opera Cô Sao...), Hoàng Việt, Hoàng Hiệp (Cô gái vót chông, Ngọn đèn đứng gác,...), Hoàng Vân (Hồi tưởng, vũ kịch: Chị Sứ...), Trần Kiết Tường (Hồ Chí Minh đẹp nhất tên Người), Hồ Bắc (Ca ngợi Tổ quốc,...), Nguyễn Xuân Khoát (Tiếng chuông nhà thờ...), Xuân Giao (Chào sông Mã anh hùng, Giữ vững biển trời Quảng Bình – Vĩnh Linh...), Nguyễn Văn Thương (Tổ quốc tôi chưa đẹp thế bao giờ), Lưu Hữu Phước (Hồn tử sĩ, Hội nghị Diên Hồng), Thuận Yến (Người mẹ miền Nam tay không thắng giặc), An Chung (Trăng sáng đôi miền), Trần Tiến (Giai điệu Tổ quốc)... và một số tác phẩm về sau, như của các nhạc sĩ Đức Trịnh (Miền xa thẳm), Ngô Quốc Tính, Xuân Thủy, Trần Mạnh Hùng... Các sáng tác này hay được chơi với dàn nhạc giao hưởng/thính phòng hay bán cổ điển. Một dòng khác hay được xem là tách ra từ nhạc cổ điển là dòng hành khúc, hay chơi với ban/dàn kèn đồng (Đoàn vệ quốc quân – Phan Huỳnh Điểu, Anh vẫn hành quân – Huy Du, Tiến bước dưới quân kỳ – Doãn Nho, Tiến về Sài Gòn – Lưu Hữu Phước, Mỗi bước ta đi – Thuận Yến...).
Dòng nhạc nhẹ (từ nhạc nhẹ dịch từ tiếng Nga sang), để chỉ các ca khúc hay được xem là nhạc đại chúng, nhạc pop, thường viết với giai điệu và cấu trúc đơn giản, chơi với ban nhạc nhẹ, phong cách acoustic, hay sử dụng các nhạc cụ điện tử. Các tác phẩm ballad nổi tiếng như của Đặng Thế Phong, Đoàn Chuẩn, Nguyễn Đình Phúc, Nguyễn Văn Thương, Cung Tiến, Hoàng Quý, Tô Vũ, Hoàng Giác, Hoàng Trọng... thời tiền chiến, các nhạc sĩ Trịnh Công Sơn, Vũ Thành An, Ngô Thụy Miên, Văn Phụng, Y Vân, Lam Phương, Song Ngọc, Từ Công Phụng, Anh Bằng, Phạm Duy (Mùa thu chết,...), Phạm Đình Chương (Nửa hồn thương đau)... trước 1975 ở miền Nam Việt Nam đều thuộc dòng nhạc này. Dưới chính quyền cộng sản, nhạc nhẹ không được khuyến khích. Đến năm 1979, xuất hiện phong trào sáng tác nhạc nhẹ ban đầu là những ca khúc chính trị (Tôn Thất Lập với Trị Thiên âm vang mùa xuân, Phạm Minh Tuấn với Bài ca không quên, Mùa xuân từ những giếng dầu...). Đến cuối thập niên 1980, việc sáng tác và biểu diễn nhạc nhẹ trở nên phổ biến. Ngày nay nhạc nhẹ hay để chỉ cho dòng nhạc trữ tình (ballad); và nhạc trẻ hay còn gọi là nhạc đương đại, với các tác giả tiêu biểu sau 1975 như Trần Tiến, Phú Quang, Thanh Tùng, Bảo Chấn, Nguyễn Ngọc Thiện, Võ Thiện Thanh... ở hải ngoại như Đức Huy, Trịnh Nam Sơn... và thế hệ trẻ hơn như Đức Trí, Việt Anh, Hồ Hoài Anh, Phan Mạnh Quỳnh, Giáng Son, Vũ Cát Tường, Khắc Hưng...
Dòng nhạc dân gian, thực chất là nhạc mới nhưng âm hưởng dân gian, được chỉ cho các tác phẩm tân nhạc mang âm hưởng dân gian (dân ca,...), là sự pha trộn nhạc thính phòng với nhạc dân gian (nhiều sáng tác nhạc đỏ, nhạc quê hương như của Phan Huỳnh Điểu, Hoàng Vân, Nguyễn Văn Tý, Trọng Loan (Quân reo quê mẹ Quảng Trị anh hùng, Lời ca dâng Bác), Trần Hoàn, Đức Minh (Em là hoa Pơ lang, Trên biển quê hương,...), Thuận Yến, An Thuyên (Em chọn lối này,...), Văn Thành Nho (Đất nước lời ru)..., nhiều sáng tác của Phạm Duy (Tình hoài hương, Nhớ người ra đi...); sự pha trộn nhạc nhẹ (ballad) với nhạc dân gian (của nhiều tác giả Y Vân (Lòng mẹ,...), Lam Phương, Trúc Phương, Lê Dinh, Anh Bằng, Duy Khánh, Trần Thiện Thanh, Hoài Linh, Nhật Ngân... (hay được xếp nhạc vàng), hay của Trần Tiến (Chị tôi,...)...); sự pha trộn nhạc trẻ (đương đại) với nhạc dân gian (của Nguyễn Cường, Lê Minh Sơn, Trần Tiến, Phó Đức Phương...). Các ca khúc này thường hát có các nhạc cụ dân tộc, nhưng cũng có thể không. 

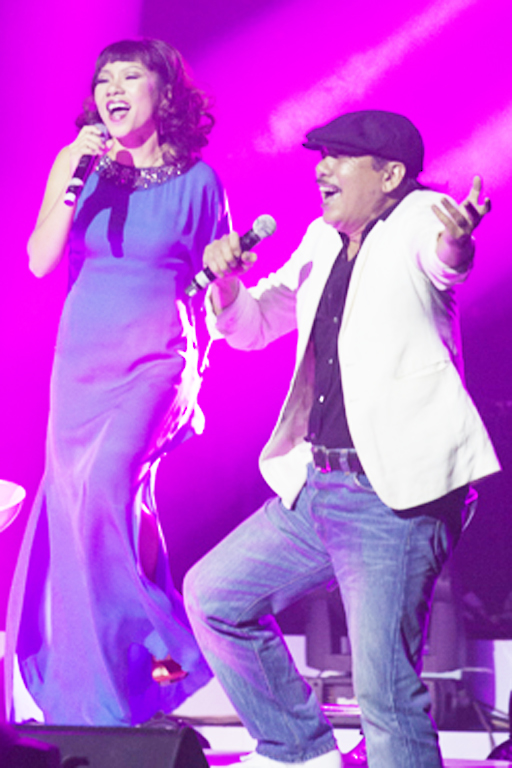
Nhạc sĩ Trần Tiến (phải) trình diễn cùng Trần Thu Hà trong đêm diễn tại Hà Nội vào tháng 8 năm 2012

Về thanh nhạc, có một sự phân chia khác là dân ca, ca khúc phổ thông (có thể tính cả ca khúc trẻ em) và ca khúc nghệ thuật. Ca khúc phổ thông là ca khúc dòng dân gian (nhạc nhẹ âm hưởng dân gian) và nhạc nhẹ và một số ca khúc dòng thính phòng nhưng thuộc dạng dễ nghe, như các hành khúc. Ca khúc nghệ thuật là một phần của nhạc nghệ thuật (bao gồm khí nhạc, hợp xướng, hợp xướng a capella, cantate, oratorio, opera (nhạc kịch), kịch hát và các ca khúc có tính chất nghệ thuật). Ca khúc nghệ thuật có đặc trưng là có ghi phần đệm piano hay nhóm nhạc, dàn nhạc (sáng tác viết ca khúc cho giọng hát và piano), giàu chất thơ, giai điệu cấu trúc phức tạp, dành cho ca sĩ chuyên nghiệp thường hát theo lối Bel Canto, bài hát có thể chất trữ tình hoặc kịch tính, tình ca hay chủ đề khác. Ví dụ các bài hát: Côn Đảo (Đỗ Nhuận), Người về – 1954, Chiều về trên sông, Đường chiều lá rụng (Phạm Duy), Hương xưa, Lệ đá xanh (Cung Tiến), Đôi mắt người Sơn Tây (Phạm Đình Chương), Giấc mơ hồi hương (Vũ Thành), Hẹn một ngày về (Lê Hữu Mục), Tiếng thời gian (Lâm Tuyền), Mai em đi rồi, Như sóng trùng dương (Hoàng Dương), Chim lạc đàn (Nhật Lai), Từ trên đỉnh núi (Nguyên Nhung), Hoa mộc miên (Huy Du), Cái rét đầu mùa (Đỗ Dũng), Hát đợi anh về, Lời con muốn nói (Xuân Thủy), Tháng Giêng mùa xuân còn sót lại (Hoàng Cương), Ở rừng nhớ anh, Dương cầm thu không em (An Thuyên), Em nghĩ gì khi mùa xuân đến (Trần Hoàn), Trăng chiều, Ru con mùa đông (Đặng Hữu Phúc), Mùa hoa trở lại (Vũ Minh Tâm), Ru con, Gió lộng bốn phương, Giấc mơ mùa lá (Trần Mạnh Hùng), Nhớ mùa xuân quê hương (Đỗ Phương), Gợi nhớ (Lê Văn Khoa), Giấc mơ (Cát Vận – thơ Đậu Thị Hoài Thanh), Miền xa thẳm (Đức Trịnh), Tiếng chim họa mi hót trên đỉnh Fansipan (Lưu Hà An), Mắt nhớ (Nguyễn Tiến Mạnh), Thơm cơn mưa tháng ba, Cho em về (Trần Đức Minh), Gió và tình yêu thổi trên đất nước tôi (Nguyễn Ngọc Tú – thơ Lưu Quang Vũ),... ca khúc dịch Nhạc chiều (Serenade) của Franz Schubert, Bóng chiều tà (Serenade) của Enrico Toselli... Thể loại này ở Việt Nam không nhiều bài vì đa số kén người nghe. Sự phân biệt giữa ca khúc phổ thông và ca khúc nghệ thuật rõ nhất là ở giai điệu và cấu trúc bài hát, như cùng bài thơ Lệ đá xanh của Thanh Tâm Tuyền, Cung Tiến phổ nhạc bài cùng tên thì là nhạc nghệ thuật, còn Phạm Đình Chương phổ nhạc bài Nửa hồn thương đau thì là nhạc phổ thông. Sáng tác hợp xướng (tôn giáo, thế tục) có ca khúc, liên ca khúc, trường ca hay tổ khúc hợp xướng, có thể chuyển thể từ ca khúc, hay là một phần của tác phẩm giao hưởng lớn... cũng được xem là nhạc nghệ thuật. Thể loại hành khúc thường hát hợp ca (tốp ca) chứ ít thấy hợp xướng.  
Cách phân chia khác là theo chức năng của âm nhạc, ví dụ sáng tác dành cho các nghi lễ tôn giáo, hiện chỉ nhạc Công giáo được xem là tân nhạc. Có nhạc tình ca, hay hùng ca... Nhạc thiếu nhi, trước có nhiều tác giả, như Hoàng Long – Hoàng Lân, Phong Nhã, Phạm Tuyên, Hoàng Vân, Hàn Ngọc Bích, Mộng Lân... ở miền Bắc; Phạm Duy, Hùng Lân... ở miền Nam, sau có Trịnh Công Sơn, Phạm Trọng Cầu, Nguyễn Ngọc Thiện... gần đây có Nguyễn Thị Minh Châu, Trịnh Tuấn Khanh, Nguyễn Văn Chung... Nhạc để khiêu vũ, nhạc viết cho các sự kiện nhất thời (hội họp, festival, thể thao...), nhạc đám cưới, đám tang... Nhạc viết cho sân khấu (đặc biệt nhạc kịch, vũ kịch,...), điện ảnh. Các phim truyện nhựa, phim tài liệu nhựa thường chỉ có nhạc không lời (phổ biến là giao hưởng), trong khi phim truyền hình, phim video thường hay có bài hát trong phim (ví dụ Chị tôi phim Người Hà Nội, Bài ca đất phương Nam phim Đất phương Nam). Các nhạc sĩ Nguyễn Đình Phúc, Trần Ngọc Xương, Nguyễn Văn Thương, Hoàng Vân, Huy Thục, Chu Minh, Hồng Đăng, Lê Yên, Trịnh Công Sơn, Văn Cao, Hoàng Hiệp, Phú Quang, Thanh Tùng, Đặng Hữu Phúc, Đỗ Hồng Quân, Phạm Minh Tuấn, Hoàng Lương, Tôn Thất Tiết...  Tham gia soạn nhạc cho nhiều phim nhựa và tài liệu nổi tiếng, ở miền Nam trước 1975 có Phạm Duy, Hoàng Trọng, Huỳnh Anh...

## Các ca, nhạc sĩ nổi tiếng
- Thái Thanh, Lệ Thu, Khánh Ly, Cẩm Ly, Quốc Đại, Phi Nhung, Hồ Quỳnh Hương, Quang Lê, Mỹ Tâm, Quang Linh, Quang Lý, NSND Tạ Minh Tâm, NSƯT Vân Khánh, Duy Khánh, Mạnh Quỳnh, Phương Dung, Họa Mi, Ý Lan, Thái Châu, Mạnh Đình, Chế Linh, Nhật Trường, Duy Quang, Tuấn Ngọc, Khánh Hà, Don Hồ, Lâm Nhật Tiến, Như Quỳnh, Thùy Dương, Thùy Chi, Giao Linh, Hùng Cường, Y Phụng, NSƯT Ngọc Huyền, Thanh Tuyền, Ngọc Lan, Sơn Ca, Mỹ Linh, Ngô Kiến Huy, Thanh Duy, Phan Đình Tùng, Tuấn Vũ, Hương Lan, Đan Nguyên, Tuấn Hưng, Wanbi Tuấn Anh, Phương Thanh, Hồ Ngọc Hà, Đan Trường, Lam Trường, Ưng Hoàng Phúc, Nguyễn Hưng, Nhật Kim Anh,...
- Phạm Duy, Văn Cao, Trịnh Công Sơn, Đặng Thế Phong, Lê Thương, Nguyễn Xuân Khoát, Dương Thiệu Tước, Nguyễn Đình Phúc, Phạm Đình Chương, Lê Uyên Phương, Ngô Thụy Miên, Vũ Thành An, Từ Công Phụng, Lam Phương, Anh Bằng, Trầm Tử Thiêng, Trúc Hồ, Giao Tiên, Vinh Sử, Châu Kỳ, Phạm Thế Mỹ, Lê Dinh, Hoài An, Minh Kỳ, Hoài Linh, Thanh Sơn, Trần Thiện Thanh, Hoàng Thi Thơ, Trúc Phương, Trần Tiến, Diệp Minh Tuyền, Hoài An, Trương Quang Tuấn, Nguyễn Hải Phong, Đức Huy, Minh Vy, Hà Phương, Hoàng Việt, An Thuyên, Phan Huỳnh Điểu, Lưu Hữu Phước, Trần Hoàn, Thanh Hải, Duy Khánh, Trần Long Ẩn, Bắc Sơn, Trịnh Hưng, Trương Quang Lục,...